# Ligota (Katowice)
Ligota (niem. Ellgoth, Idaweiche) – część Katowic, położna w zachodnim rejonie miasta, w granicach dzielnic Ligota-Panewniki (część Starej Ligoty i Nowa Ligota) oraz Załęska Hałda-Brynów część zachodnia (Stara Ligota), nad Kłodnicą.
Ligota po raz pierwszy była wzmiankowana w 1360 roku jako wieś w księstwie pszczyńskim, rozwijając się pierwotnie w rejonie obecnej Starej Ligoty. Przez kilkaset lat była ona niezamieszkana aż do końca XVII wieku. W XIX wieku Ligota, wraz z doprowadzeniem kolei i powstaniu tutaj stacji kolejowej zaczęła się przekształcać w ośrodek przemysłowy, a także rozwijały się jej funkcje uzdrowiskowo-rekreacyjne. Na początku XX wieku ulica Franciszkańska stała się reprezentacyjną ulicą Ligoty, przy której powstały pensjonaty i restauracje. W 1924 roku Ligotę włączono do Katowic. W Nowej Ligocie w latach 30. XX wieku Urząd Wojewódzki wybudował kolonię urzędniczą, a w czasach Polski Ludowej wzniesiono w Ligocie kolejną zabudowę, w tym socrealistyczną w rejonie placu Miast Partnerskich. W okresie transformacji ustrojowej zlikwidowano większość zakładów przemysłowych, a tereny po nich w dużej części zrewitalizowano, tworząc m.in. Euro-Centrum Park Przemysłowy czy nowe osiedla mieszkaniowe: Książęce i Franciszkańskie.
Ligota ma przeważnie funkcję mieszkaniową przy udziale funkcji usługowej, głównie o zasięgu lokalnym. Z Miejskiego Domu Kultury „Ligota” w Katowicach, będącego jedną z najważniejszych instytucji kultury w Ligocie, wywodzą się takie grupy teatralne jak Kabaret Mumio czy Teatr Gry i Ludzie.
Do głównych tras przebiegających przez Ligotę należą ulice: T. Kościuszki (fragment DK81), Piotrowicka, Ligocka i Panewnicka. Położona w Ligocie stacja kolejowa Katowice Ligota jest jednym z większych węzłów kolejowych w Katowicach.

## Geografia

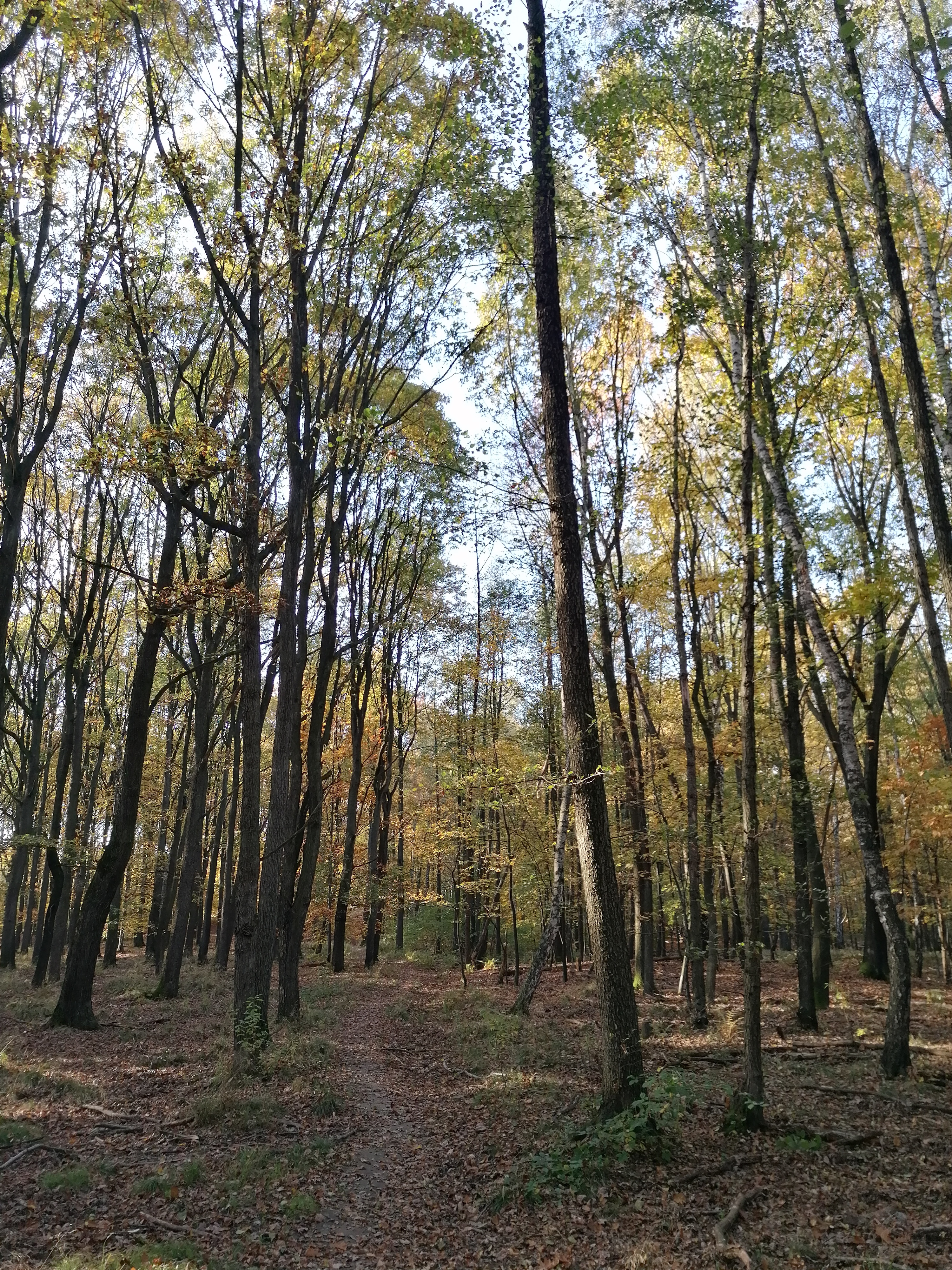
Fragment Lasu Załęskiego jesienią 2022 roku, rozciągającego się pomiędzy Ligotą a Załęską Hałdą

Ligota położona jest w zachodniej części Katowic i w swoich historycznych granicach obejmuje głównie dwie dzielnice: Załęską Hałda-Brynów część zachodnią (północna część Ligoty – tzw. Stara Ligota) i Ligota-Panewniki (południowa część Ligoty – część Starej Ligoty i Nowa Ligota), a fragmentarycznie także sięga terenów Piotrowic-Ochojca w rejonie ulicy Rzepakowej.
Historyczna granica gminy Ligota od strony północnej biegnie w rejonie dzisiejszych ulic: Brygadzistów, Ligockiej i Wodospady, potem wzdłuż Kłodnicy i na wschód od ulicy Rzepakowej, a dalej wzdłuż ulicy Kolejowej i rzeki Ślepiotki. Dalej granica rozdziela Ligotę i Panewniki w następującym śladzie: na północ w rejonie ulicy Warmińskiej i przez środek cmentarza przy ulicy Panewnickiej. Dalej okala ona od wschodu i północy kompleks panewnickiej bazyliki, biegnie na zachód wzdłuż Kłodnicy i na wschód wzdłuż Ślepiotki, po czym biegnie w przybliżeniu wzdłuż ulicy Kijowskiej na północ, okalając osiedle Kokociniec od wschodu i dalej od północy, gdzie łączy się z granicą miast Katowice i Chorzów.
Tereny Ligoty geologicznie położone są w niecce górnośląskiej, a obszar ten ma budowę zrębową. Zapadlisko to w okresie karbonu zostało wypełnione przez zlepieńce, piaskowce i łupki ilaste zawierające pokłady węgla kamiennego. W okresie trzeciorzędu utworzyły się główne rysy rzeźby terenu Ligoty. Zasadnicze znaczenie dla rozwoju rzeźby miała w miocenie faza ruchów tektonicznych związanych z orogenezą alpejską. Spękaniu uległa wtedy płyta antyklinorium śląsko-krakowskiego, tworząc m.in. rów Kłodnicy zaczynający się na zachód od Ochojca i ciągnący się w kierunku zachodnim przez tereny Ligoty. W czwartorzędzie obszar dzielnicy został prawdopodobnie pokryty przez lądolód skandynawski dwukrotnie. Większą część terenu Ligoty budują plejstoceńskie piaski i żwiry fluwioglacjalne, a w mniejszym udziale piaski i żwiry glacjalne z głazami na glinie zwałowej. W trwającym współcześnie holocenie następują zjawiska niszczenia i wyprzątania pokryw osadów plejstoceńskich. Osady rzeczne występują w dolinach rzek, m.in. w dolinach Kłodnicy.

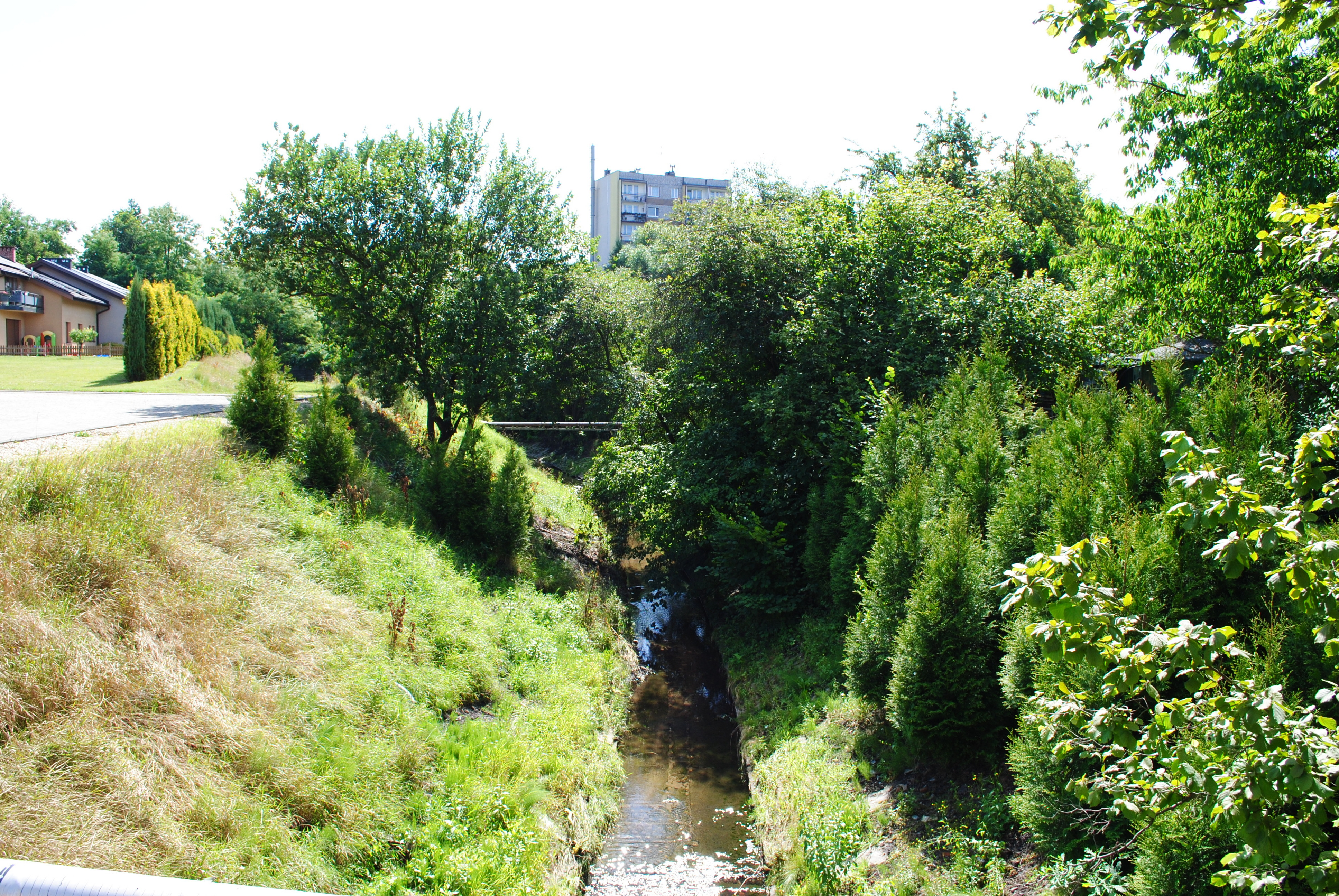
Kłodnica na wysokości ulicy Piotrowickiej w Ligocie

Ligota położona jest na Wyżynie Śląskiej, na Płaskowyżu Bytomsko-Katowickim, będącym częścią mezoregionu Wyżyna Katowicka (341.13). Pod względem jednostek morfologicznych miejscowość ta prawie w większości znajduje się w Rowie Kłodnicy. Jest to obniżenie tektoniczne, odwadniane przez górny odcinek Kłodnicy i jej dopływu – Ślepiotkę. W rowie tym wykształciła się także dolina Kłodnicy. Skrzyżowanie ulic Panewnickiej i Piotrowickiej w centrum Nowej Ligoty znajduje się na wysokości 275,3 m n.p.m.
Ligota położona jest w całości w dorzeczu Odry, w zlewni Kłodnicy i jej dopływów. Kłodnica ma charakter rzeki podgórskiej o dużej różnicy wysokości i znacznej zmienności przepływu. Rzeka ta przepływa przez tę część Katowic w przebiegu zbliżonym do równoleżnikowego. Klimat Ligoty nie wyróżnia się zbytnio od klimatu dla całych Katowic. Występuje tu klimat umiarkowany przejściowy. Średnia roczna temperatura w wieloleciu 1961–2005 dla stacji w pobliskim Muchowcu wynosi 8,1 °C, a średnia roczna suma opadów dla wielolecia 1951–2005 wynosiła 713,8 mm.
Pierwotnie tereny miejscowości porastały lasy będące częścią historycznej Puszczy Śląskiej. Szata roślinna, podobnie jak i inne elementy środowiska przyrodniczego, zostały silnie przekształcone w wyniku procesów urbanizacyjnych i działalności przemysłowej. Wysokimi walorami przyrodniczo-krajobrazowymi charakteryzuje się zwłaszcza kompleks nieodległych Lasów Panewnickich. Lasy te stanowią jedne z ważniejszych elementów struktury ekologicznej regionu. Pod względem siedlisk przeważają tutaj bory sosnowe i mieszane, zaś lasy położone w północnej części Ligoty, przy granicy z Załęską Hałdą – Las Załęski, to lasy liściaste.
Do obszarów o ponadprzeciętnych walorach przyrodniczych i krajobrazowych, znaczących dla ochrony cennych gatunków roślin i zwierząt, bioróżnorodności, zapewnienia ciągłości ekologicznej i ochrony krajobrazu, położnych na terenie Ligoty należy Dolina Kłodnicy – tereny otwarte o powierzchni 54,5 ha, stanowiące zasadniczą część zdegradowanego, wymagającego regeneracji korytarza ekologicznego; część zachodnia doliny ma wysokie walory krajobrazowe i duże zróżnicowanie florystyczne.

## Nazwa
Ligota, Wola czy Swoboda to jedne z typowych nazw kulturowych polskiego obszaru językowego nawiązujących do woli, która oznaczała czasowe uwolnienie osadników zakładających nową osadę od czynszów i robocizny. Owej woli czy swobodzie odpowiada znaczeniowo słowo Lgota – ulżenie osadnikom w ciężarach. Nazwy tego typu zbudowane są na tym samym rdzeniu słowotwórczym, który tkwi w formach ulga, ulżyć. W 1550 roku miejscowość odnotowano pod nazwą Lhota, w 1692 roku jako Lgota, a w 1713 roku jako Ligota. W XVIII wieku zapisywano nazwę także jako Ligotka.

## Historia

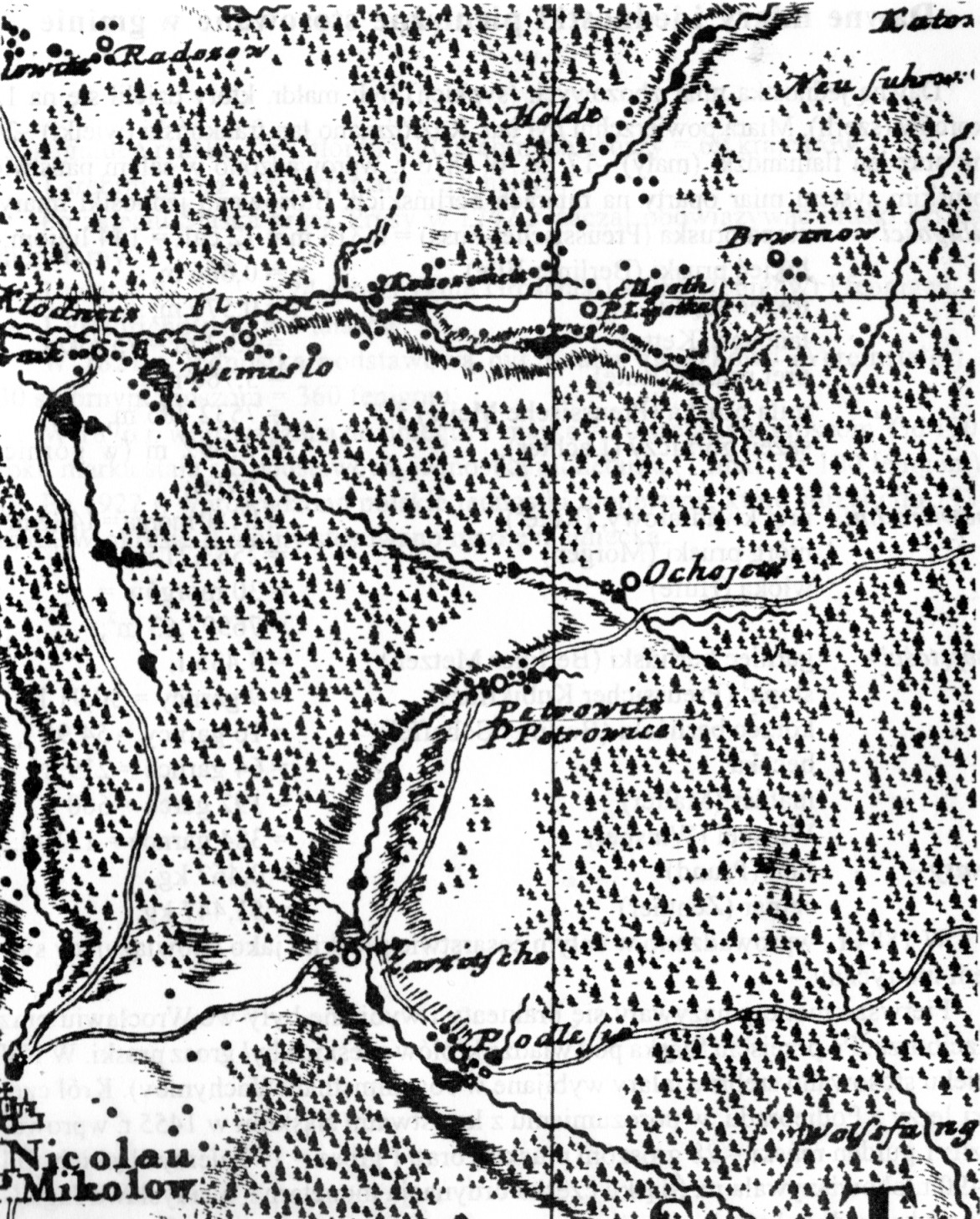
Fragment mapy Johanna Wolfganga Wielanda i Mattheusa von Schubartha Atlas Silesiae... z 1752 roku przedstawiającej m.in. Ligotę (Ellgoth) oraz płynące w tym rejonie rzeki Kłodnica i Ślepiotka

Pierwsza wzmianka o Ligocie jako wsi w księstwie pszczyńskim pochodzi z dokumentu wystawionego w 1360 roku przez ówczesnego właściciela tych ziem, księcia opawsko-raciborskiego Mikołaja II z rody Przemyślidów dla możnowładcy polskiego Ottona z Pilczy. Pierwotna osada znajdowała się na terenie dzisiejszej Starej Ligoty w rejonie ulic Ligockiej, Załęskiej, Hetmańskiej i Rolnej.
W późniejszym okresie Ligota stała się opuszczoną, niezamieszkaną wsią. Stało się to już w XV wieku prawdopodobnie na skutek szerzącej się epidemii, bądź została zniszczona podczas działań wojennych. Przez następne ponad dwieście lat osada nie istniała, lecz pamięć o niej przetrwała, o czym świadczyło kilka archiwalnych dokumentów z XVI wieku, w tym m.in. dokument sprzedaży ziemi pszczyńskiej Turzonom z 1517 roku, który wspomina o pustej wówczas Ligocie czy też dokument nadania lasu w Ligocie dla sołtysa Piotrowic w 1588 roku. Ligota została zasiedlona ponownie dopiero w końcu XVII wieku, ale jeszcze w XVIII wieku zwana była Ligotką.
Ligota na początku XVIII wieku uzyskała prawa samodzielnej gminy z sołtysem wyznaczonym przez zarząd dominium księstwa pszczyńskiego. Po 1680 roku w Ligocie zaczęli osiedlać się pierwsi chałupnicy, a w II połowie XVIII wieku Ligota była mała wsią zamieszkaną przez około 80 osób. Od 1715 roku w Ligocie działała karczma, w której sprzedawano piwo produkowane w Tychach. W 1742 roku tereny miejscowości po wojnach śląskich zostały włączone do Królestwa Prus. Tereny te stały się częścią powiatu pszczyńskiego.
W XIX wieku osada Ligota zaczęła się rozwijać jako miejscowość letniskowa dla mieszkańców Katowic, co nasiliło się po wybudowaniu linii kolejowej łączącej Katowice z Murckami przez Ligotę oddanej do użytku 1 grudnia 1852 roku. Powstanie w Ligocie stacji kolejowej w znaczący sposób przyczyniło się do urbanizacji osady. Powstała reprezentacyjna ulica – późniejsza ulica Franciszkańska, wiodąca z budynku dworca kolejowego do powstałego na początku XX wieku klasztoru oo. franciszkanów w Panewnikach. Powstały wzdłuż niej domy wypoczynkowe i restauracje.

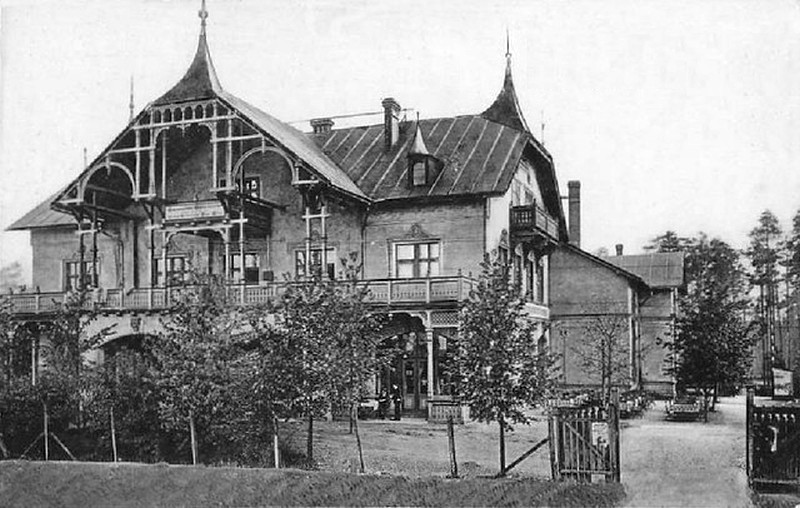
Dawna restauracja „Zum Fürstenhofe” przy obecnej ulicy Franciszkańskiej 2-2b w Ligocie, powstała na przełomie XIX i XX wieku

Ligota z osady rolniczo-rzemieślniczej przekształciła się także w ośrodek przemysłowy. Na terenie Ligoty powstały: Górnośląska Fabryka Farb, Fabryka Chemiczna „Silesia”, Ligocka Fabryka Chemiczna (Rafineria) oraz Górnośląski Zakład Impregnacji Drewna. W latach 30. i 40. XIX wieku nastąpił szybki rozwój ludnościowy Ligoty – ze 105 mieszkańców w 1830 roku do 215 w 1845 roku. Pierwsza ligocka szkoła została założona przy ulicy Hetmańskiej w 1880 roku. Przy tej samej ulicy w latach 1904 i 1912 powstały kolejne budynki szkolne.
Na początku I powstania śląskiego, 17 sierpnia 1919 roku powstańcy na kilka godzin zdobyli stację kolejową w Ligocie, przerywając połączenie Katowic z Żorami. Podczas przeprowadzonego 20 marca 1921 roku na Górnym Śląsku plebiscytu, na 2023 uprawnionych mieszkańców gminy Ligota 1401 z nich opowiedziało się za przyłączeniem do Polski, a 573 za przynależnością do Niemiec. W czasie III powstania śląskiego Ligota była jednym z rejonów koncentracji sił powstańczych grupy Walentego Fojkisa przed atakiem na Katowice, a z ligockiej stacji kolejowej odjeżdżały pociągi z oddziałami powstańczymi. W 1923 roku przy ulicy Hetmańskiej został postawiony pomnik upamiętniający 11 ligocian, którzy polegli podczas III powstania śląskiego. Został ona zniszczony przez Niemców w 1939 roku i odbudowany w 1962 roku.

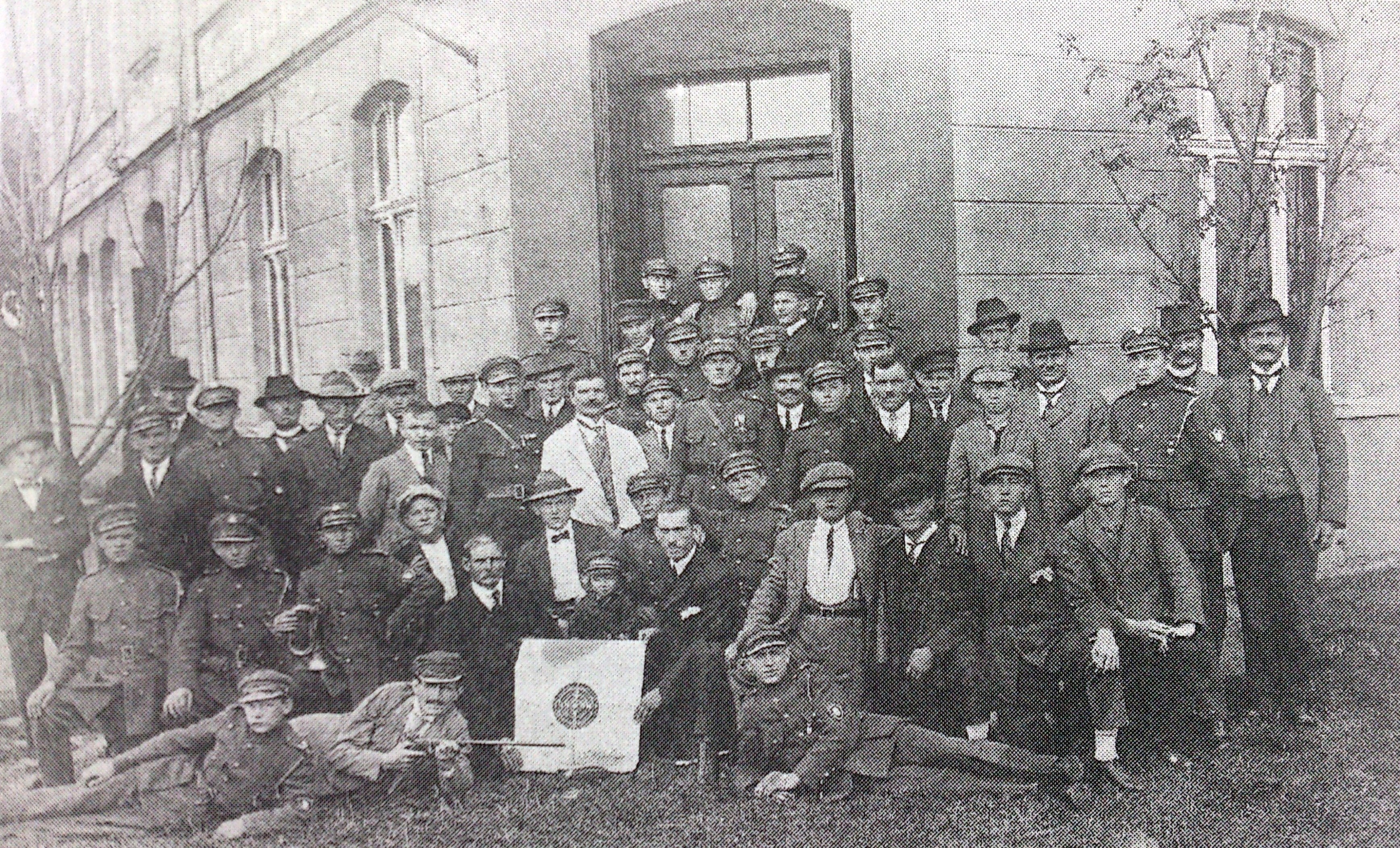
Powstańcy śląscy przed restauracją przy ulicy Załęskiej w Starej Ligocie

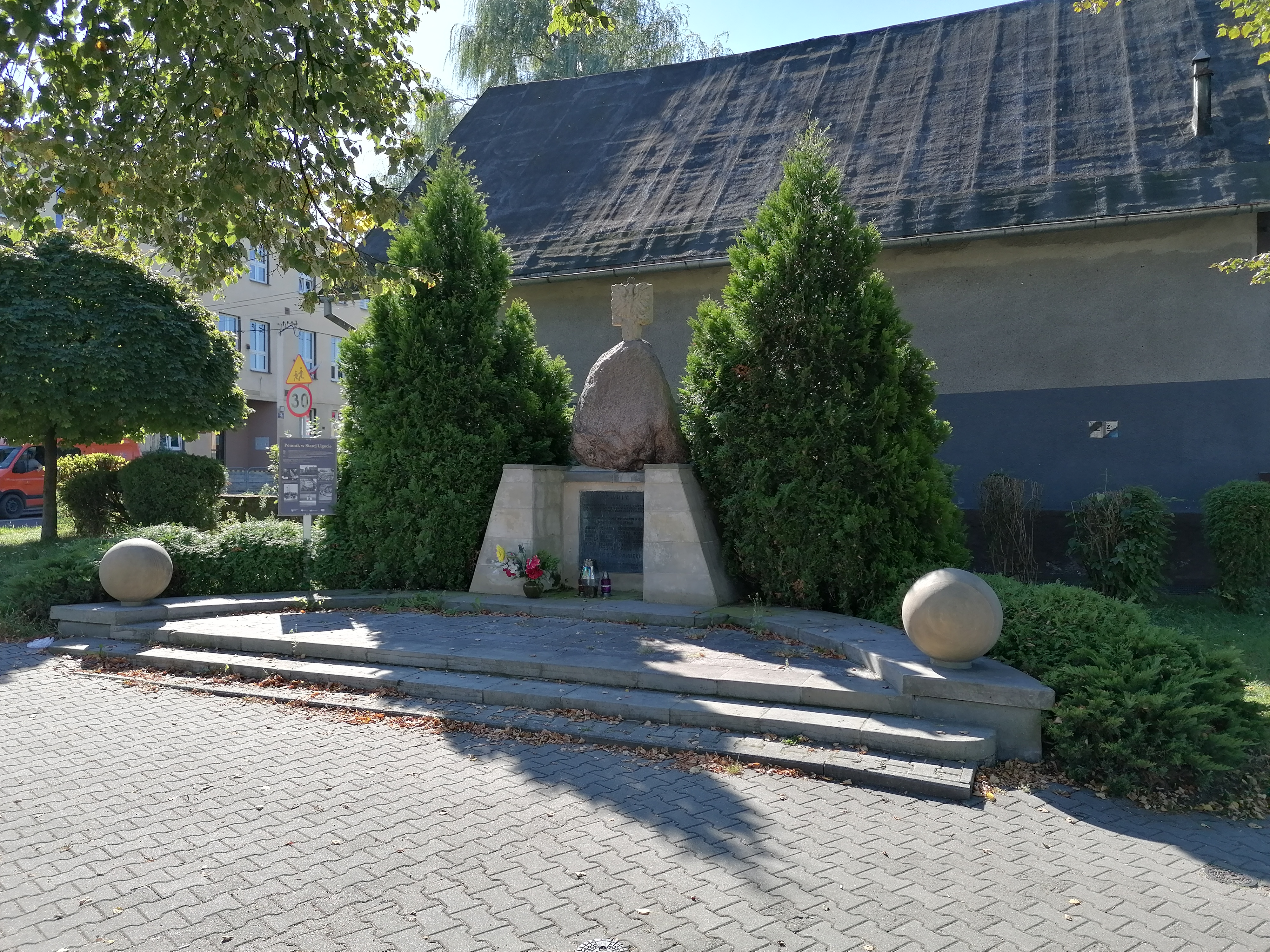
Pomnik Powstańców Śląskich w Starej Ligocie

W 1921 roku Ligota znalazła się w granicach Polski. Na mocy ustawy Sejmu Śląskiego z 15 lipca 1924 roku gminę Ligota Pszczyńska wraz z kilkoma innymi gminami włączono do Katowic. Ustawa weszła w życie 15 października 1924 roku. W 1935 roku Ligotę włączono w obręb dzielnicy Ligota-Brynów.
Jeszcze w czasie powstań śląskich i plebiscytu w Ligocie działały polskie organizacje społeczne i związkowe, w tym m.in. chór „Lutnia”, gniazdo Towarzystwa Gimnastycznego „Sokół”, czy Stowarzyszenie Kobiet. Organizacje miały swoją siedzibę w budynku szkoły, którą przed I wojną światową przekształcono w ochronkę dla dzieci.
Na początku lat 30. od książąt pszczyńskich odkupiono lasy po południowej stronie ulicy Panewnickiej, co umożliwiło zabudowę terenów Nowej Ligoty, gdzie została wzniesiona kolonia domów urzędniczych. W Ligocie powstała kanalizacja, a w 1928 roku ogłoszono konkurs na budowę w Ligocie politechniki, szkoły pielęgniarskiej i zakładu bakteriologiczngo, jednak w związku z wielkim światowym kryzysem gospodarczym z zamierzeń tych zrezygnowano. W okresie międzywojennym nastąpił także umowny podział Ligoty na Starą, kojarzoną ze środowiskiem robotniczym i na Nową – kojarzoną z inteligencją. W tym czasie w Ligocie powstały także nowe zakłady przemysłowe, w tym zakład chemiczny produkujący tlen i wodór przy ulicy Starej Kłodnickiej.
3 września 1939 roku został uszkodzony przez saperów Wojska Polskiego most nad Kłodnicą przy ulicy Piotrowickiej. W tym samym dniu w okolicach wiaduktu na ulicy Piotrowickiej za linią kolejową doszło do wymiany ognia między idącymi w kierunku Katowic żołnierzami Wehrmachtu a obrońcami miasta, spośród których 4 poległo, a 20 zostało rannych. Strzelanina miała także miejsce w okolicach dworca kolejowego. Wkrótce po zajęciu Ligoty, Niemcy zniszczyli ligocki Pomnik Powstańców Śląskich.

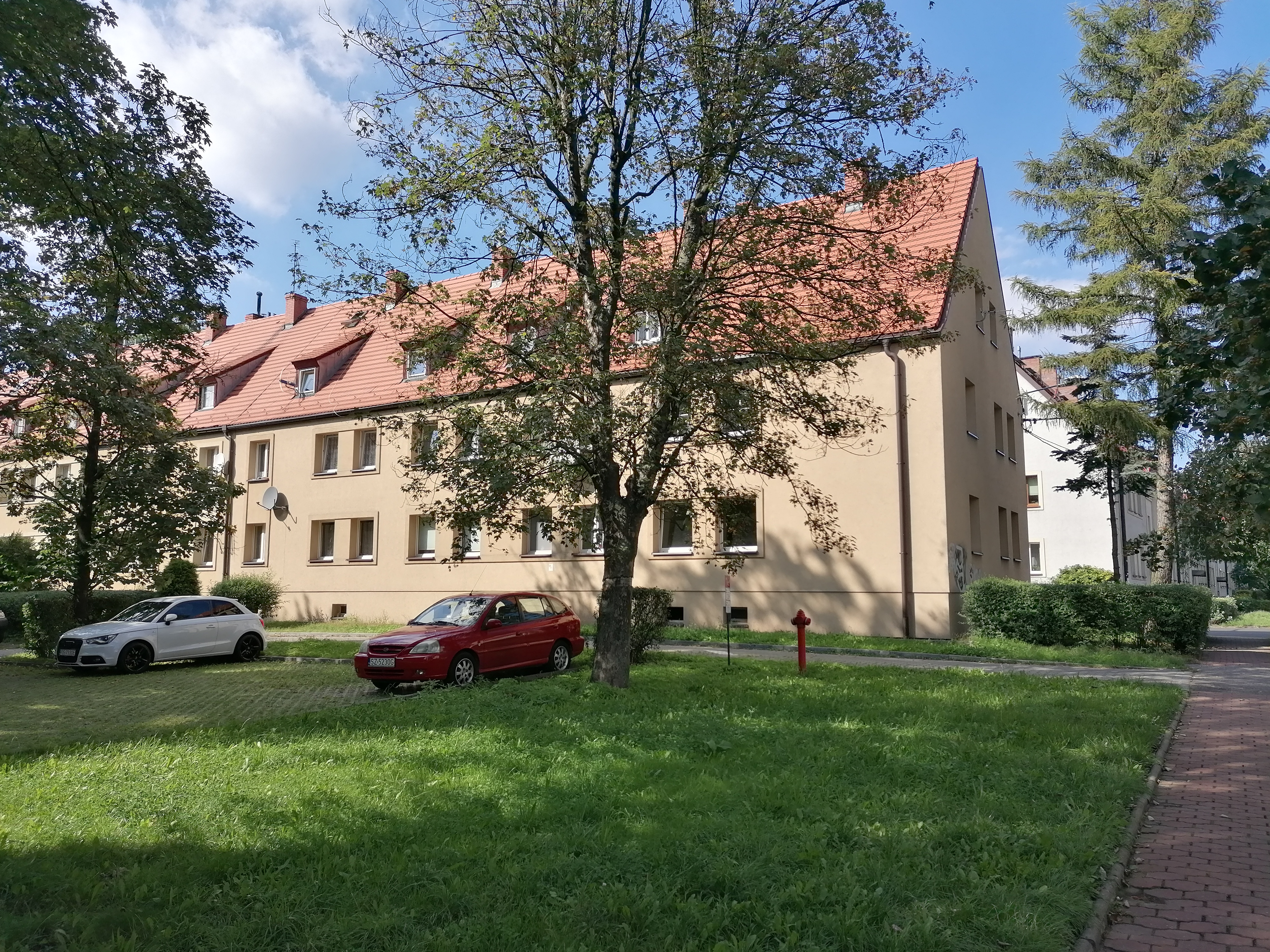
Fragment zabudowy powstałej w czasie niemieckiej okupacji Ligoty – tzw. „stodoły” w rejonie ul. Bronisławy

Od października 1939 roku nałożono obowiązek posługiwania się poza domem wyłącznie językiem niemieckim. W 1941 roku jeńcy sowieccy zaczęli budować nowe osiedle domów wielorodzinnych tzw. „stodół”. W 1943 roku na terenie Ligoty Niemcy osadzili około 200 wysiedlonych z Alzacji Francuzów z rodzinami. Podczas niemieckiej okupacji w latach 1939–1945, na terenie Ligoty znajdował się obóz dla Polaków wypędzanych z Górnego Śląska do Generalnego Gubernatorstwa. Wojska niemieckie wycofały się z Ligoty rano 26 stycznia 1945 roku wysadzając trzy mosty nad Kłodnicą oraz nastawnię główną i południową na stacji kolejowej, a następnego dnia pojawiły się w Ligocie wojska Armii Czerwonej.

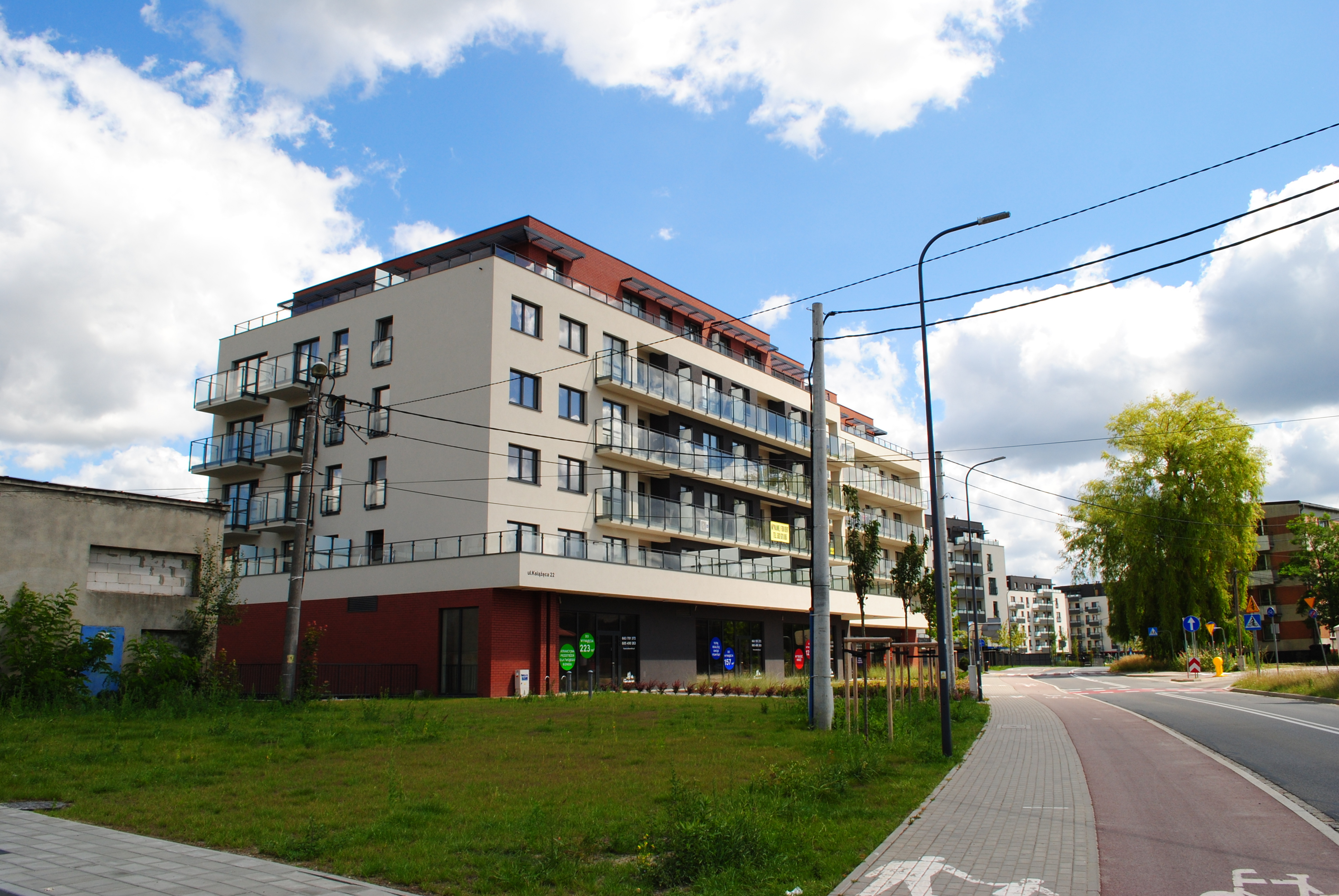
Fragment os. Franciszkańskiego powstałego na dawnych terenach przemysłowych w Starej Ligocie

Po działaniach wojennych zaczęto w Ligocie organizować struktury nowej komunistycznej władzy, a siedziba komitetu PZPR znajdowała się początkowo w budynku przy skrzyżowaniu ulic Książęcej i Piotrowickiej. Okres Polski Ludowej był czasem wielu nowych inwestycji na terenie Ligoty. Na początku lat 50. XX wieku w rejonie ulic Piotrowickiej, Panewnickiej, Zielonogórskiej i Koszalińskiej rozpoczęto budowę osiedla mieszkaniowego dla kilkunastu tysięcy mieszkańców. Z uwagi na szkody górnicze część zabudowy Starej Ligoty ulegała w tym okresie powolnej degradacji, a w miejscach po wyburzonych domach powstały nowe bloki wielorodzinne. W 1966 roku na granicy Ligoty i Panewnik rozpoczęto budowę zespołu kliniczno-dydaktycznego Śląskiej Akademii Medycznej przy ulicy Medyków. Pierwszy etap zakończono w 1979 roku.
16 września 1991 roku Rada Miejska w Katowicach przyjęła uchwałę, na mocy której 1 stycznia 1992 roku podzielono Katowice na 22 pomocnicze jednostki samorządowe określając obszary ich działania. Tym samym powołano jednostkę samorządową nr 6 „Ligota – Panewniki”. Trzy lata później, 29 września 1997 roku, wraz z reformą podziału administracyjnego Katowic, wyłączono z terenów Ligoty-Panewniki nową dzielnicę – Załęska Hałda-Brynów część zachodnia, która objęła m.in. część terenów Starej Ligoty.
Po 1989 roku na terenie Ligoty dokonano także licznych remontów i inwestycji. Wyremontowano m.in. siedzibę Miejskiego Domu Kultury „Ligota” w Katowicach i szereg placówek oświatowych w miejscowości. Rozbudowano infrastrukturę głównych ulic i chodników. Rozwinęła się także nowa sieć handlowo-usługowa, a duża część ligockich zakładów przemysłowych przestała istnieć. W rejonie skrzyżowania ulic T. Kościuszki i Kolejowej powstał jeden z większych kompleksów handlowo-usługowych w Katowicach – Galeria Libero, którego budowę ukończono w listopadzie 2018 roku.

## Gospodarka

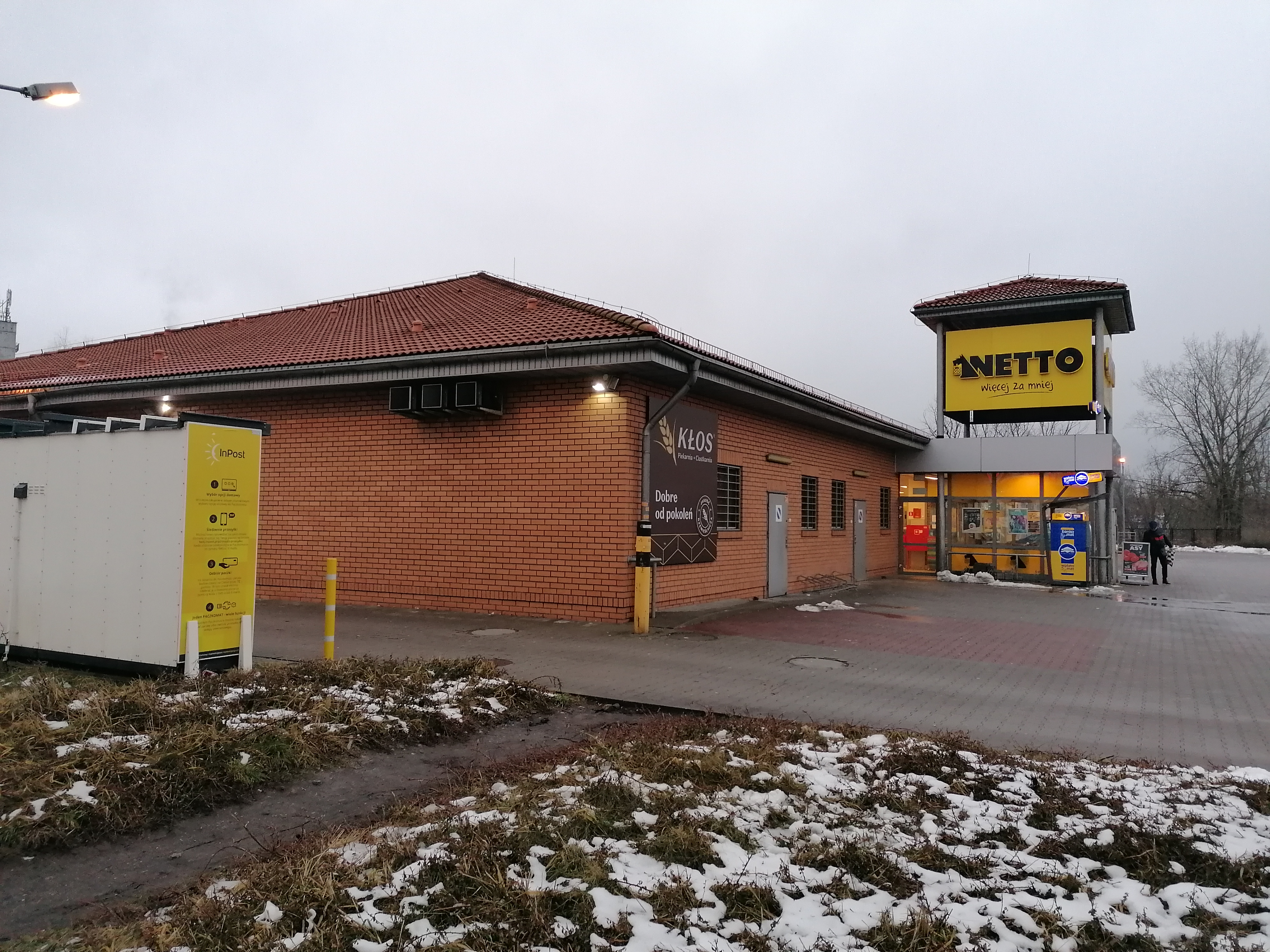
Sklep Netto przy ulicy Piotrowickiej, wybudowany w miejscu dawnej Fabryki Chemicznej „Silesia”

Ligota początkowo rozwijała się jako wieś rolnicza z młynem i karczmą. Uprawiano tutaj żyto, jęczmień i owies, a także tatarkę, groch i chmiel. Do końca XVIII wieku na obszarze współczesnych Katowic głównym źródłem utrzymania tutejszych mieszkańców nadal była gospodarka rolna oraz leśna.
Ligota w XIX wieku z osady rolniczo-rzemieślniczej przekształciła się w ośrodek przemysłowy, do czego przyczyniło się powstanie linii kolejowej. Zakłady przemysłowe koncentrowały się w rejonie wybudowanej w 1851 roku bocznicy kolejowej do huty „Ida” (wzdłuż obecnych ulic bp. T. Szurmana i Książęcej). Po likwidacji huty nie rozebrano bocznicy, a wzdłuż niej zaczęły powstawać także inne zakłady. Szczególnie intensywnie przemysł w Ligocie rozwijał się do czasu I wojny światowej, a po tym czasie nie zrealizowano tutaj żadnych większych inwestycji. Do tego czasu na terenie Ligoty powstały m.in. Górnośląska Fabryka Farb (powstała pod koniec XIX wieku), Fabryka Chemiczna „Silesia”, Ligocka Fabryka Chemiczna (Rafineria) oraz Górnośląski Zakład Impregnacji Drewna.
Fabryka Chemiczna „Silesia” działała do końca XIX wieku przy ulicy Piotrowickiej, w miejscu marketu Netto. Produkowano w niej m.in. kwas solny i sól glauberską. Istniała ona do lat 60. XX wieku. Obok niej działała Ligocka Fabryka Chemiczna (Rafineria), w której najpierw wyrabiano tlen i wodór, a po przebranżowieniu na rafinerię przerabiano w niej naftę oraz oleje mineralne i tłuszcze maszynowe. Po II wojnie światowej otwarto w jej miejscu magazyny paliwowe CPN-u, a potem bazę Orlenu
Wraz z rozwojem przemysłowym Ligota stała się także atrakcyjną miejscowością turystyczną dla rozwijających się Katowic.
W latach międzywojennych w Ligocie powstały nowe zakłady przemysłowe, w tym przy ulicy Starej Kłodnickiej zakład chemiczny produkujący tlen i wodór. Przy ulicy Kolejowej powstał na przełomie lat 20. i 30. XX wieku Zakład Gazowy „Dissous”, następnie „Gazakumulator”. Pod koniec swojego istnienia, na początku XXI wieku, wchodził on w skład „Polgazu”.

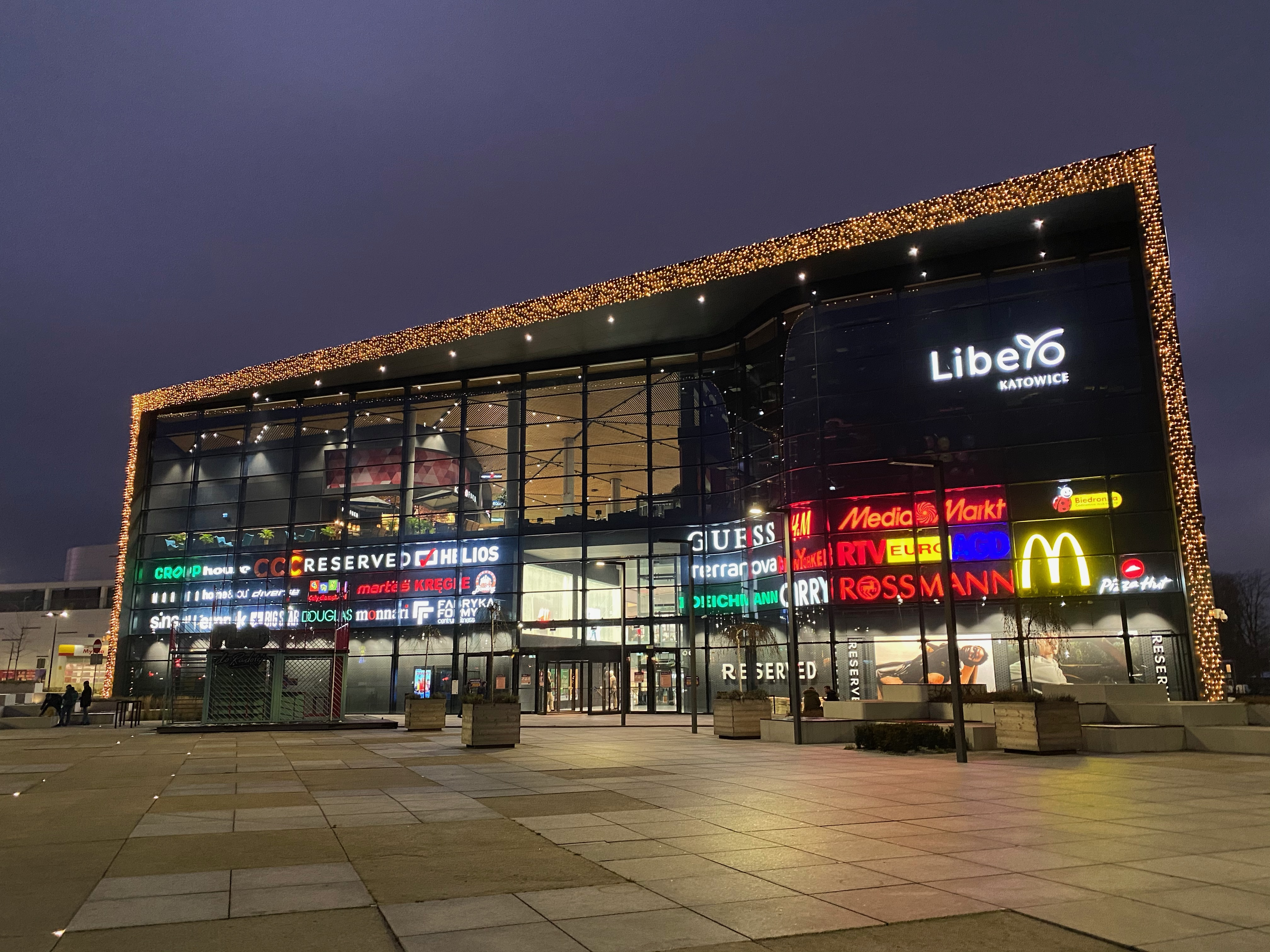
Galeria Libero, położona przy ulicy T. Kościuszki 229

Jednym z największych przedsiębiorstw działających w czasach Polski Ludowej na terenie Ligoty był założony w 1945 roku Centrostal Górnośląski przy ulicy Stalowej, który zajmował się obrotem wyrobami hutniczymi na rynku krajowym i zagranicznym. W sąsiedztwie w tamtym okresie działały także: magazyny chemiczne (ul. Kolejowa 19) oraz Baza Transportowa Budownictwa Przemysłowego – późniejszy Transbud-Katowice (ul. Kolejowa 17). W miejscu tartaku „Ligota” ulokowało się Przedsiębiorstwo Montażu Urządzeń Górniczych (późniejsze Przedsiębiorstwo Montażu Konstrukcji Stalowych i Urządzeń Górniczych, z własną szkołą zawodową, ulokowaną najpierw przy ulicy Kijowskiej, a potem przy ulicy Książęcej), powstałe w 1951 roku na bazie Fabryki Sprzętu Górniczego i Odpylaczy Kopalnianych, w 1948 roku przekształcone w Główne Warsztaty Mechaniczno-Kotarskie. W sąsiedztwie PEMUG-u powstała Baza Transportu Energomontażu Południe i Baza Przedsiębiorstwa Montażu Urządzeń Energetycznych Przemysłu Węgłowego.

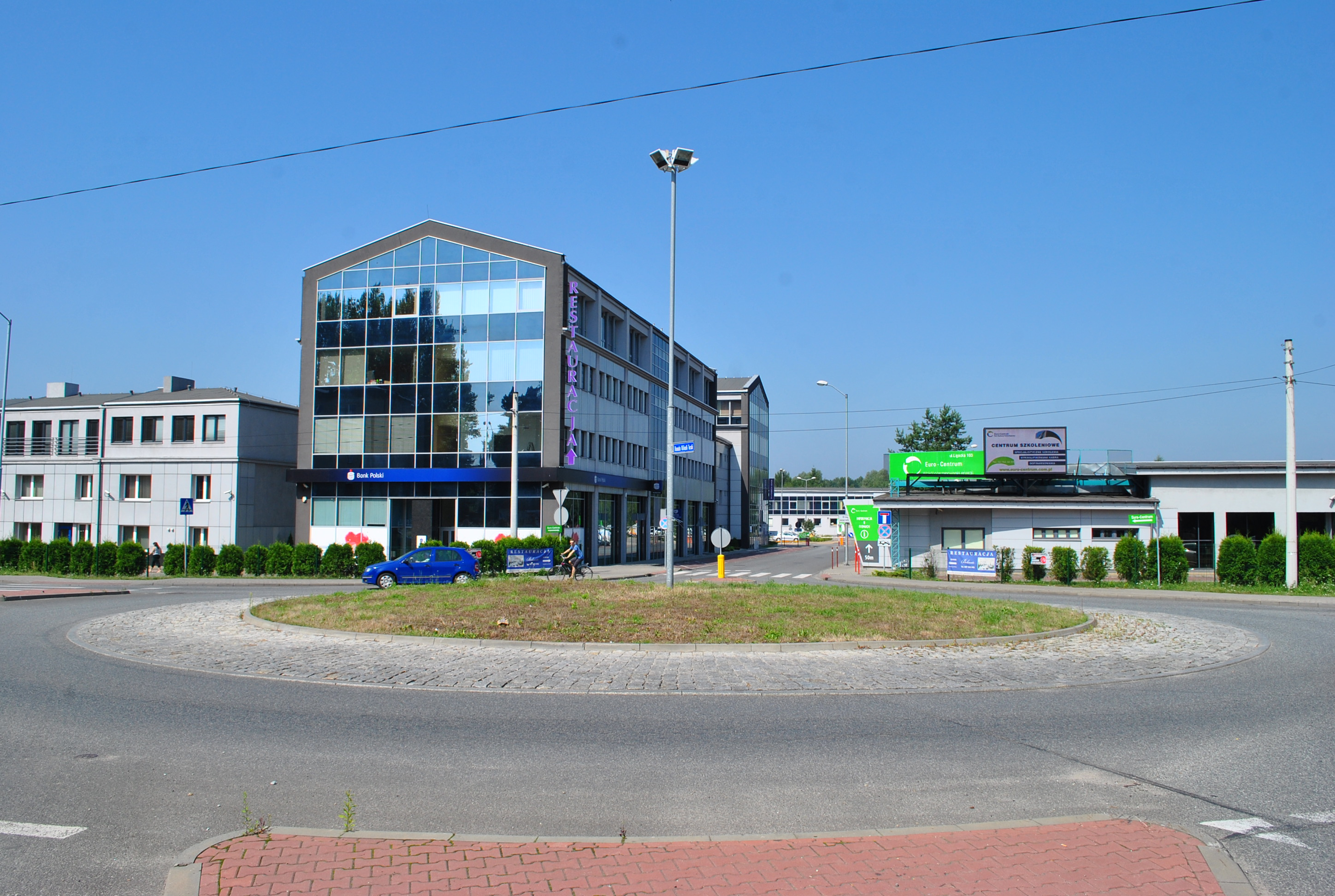
Fragment Euro-Centrum Parku Przemysłowego (ul. Ligocka 103)

Okres współczesny, trwający od lat 90. XX wieku, charakteryzuje się schyłkiem surowcowych czynników miastotwórczych Katowic, stopniową eliminacją uciążliwych funkcji produkcyjnych i rewitalizacją terenów poprzemysłowych, a także likwidacją znacznej części bocznic kolejowych. W tym okresie duża część ligockich zakładów przemysłowych przestała istnieć, a większość miejscowych terenów przemysłowych była sukcesywnie zabudowywana przez nowe inwestycje mieszkaniowe, przekształcając stopniowo Ligotę w ośrodek mieszkaniowy.
Tereny przemysłowe i usługowe, w tym składy i bocznice kolejowe koncentrują się głównie przy ulicy Kolejowej, gdzie siedzibę mają, według stanu z początku 2023 roku, m.in. firmy logistyczne JAS-FBG (ul. Kolejowa 17) i Transbud-Katowice, w sąsiedztwie przy ulicy Stalowej 1 dystrybutor wyrobów hutniczych ArcelorMittal Distribution Solutions Poland.
Przy ulicy Ligockiej 103 w Starej Ligocie siedzibę ma Grupa Euro-Centrum. Działanie grupy zapoczątkowano w 2004 roku. Na mocy porozumienia spółki z Urzędem Miasta Katowice utworzono Euro-Centrum Park Przemysłowy, który składa się z kompleksu budynków biurowych, w których w 2017 roku funkcjonowało blisko 100 firm. Powstał on w latach 2006–2008 na zrewitalizowanych terenach po Zakładach Aparatury Chemicznej „Wimach” i fabryce farb. W 2007 roku działalność rozpoczął Park Naukowo-Technologiczny Euro-Centrum.
W Ligocie przy ulicy T. Kościuszki działa galeria handlowa Libero. Galeria ta składa się z ponad 150 sklepów i punktów usługowych, a także ze strefy restauracyjnej. Wraz z nimi działają także obiekty kulturalno-rekreacyjne – kino sieci Helios, kręgielnia i centrum fitness.

## Transport

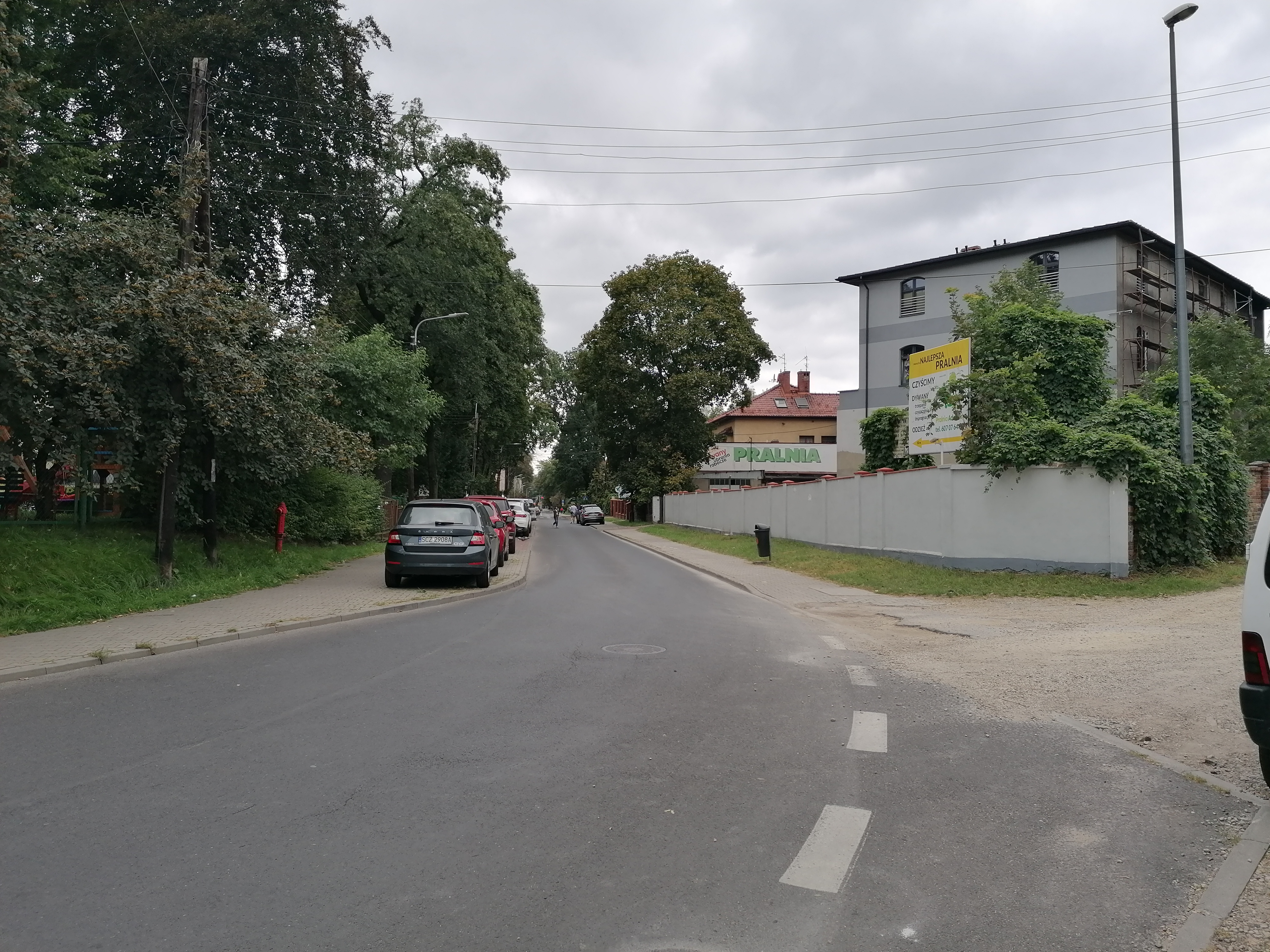
Fragment ulicy Franciszkańskiej w jej początkowym biegu

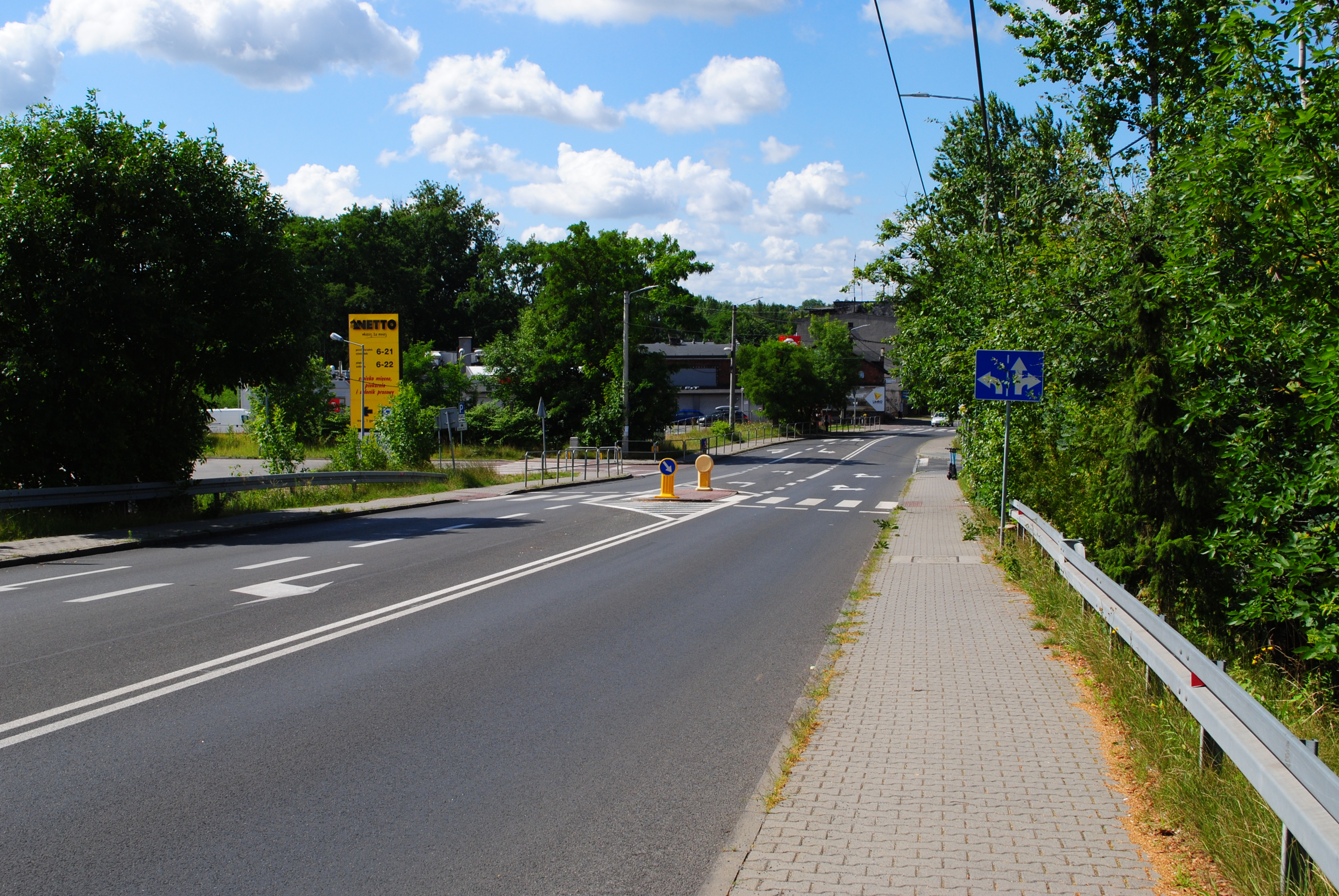
Fragment ulicy Piotrowickiej na wysokości Starej Ligoty

Jedyną drogą ponadpowiatową przebiegającą przez tereny Ligoty jest droga krajowa nr 81, biegnąca przez teren miejscowości w ciągu ulic T. Kościuszki i Kolejowej. Droga ta jest trasą wylotową Katowic w kierunku południowym do Mikołowa, Żor i Skoczowa. Do dróg głównych przechodzących przez Ligotę należą ciągi ulic: Kolejowa – Panewnicka, Ligocka – Piotrowicka – Armii Krajowej oraz ulica T. Kościuszki. Drogi te ostatecznie zaklasyfikowano jako trasy zbiorcze z uwagi na ich parametry techniczne uniemożliwiające ich klasyfikację jako dróg klasy G. Drogi zbiorcze wiążą ze sobą poszczególne jednostki strukturalne.
Do pozostałych ważniejszych ulic biegnących przez Ligotę należą następujące drogi:
- Ulica Franciszkańska – lokalna droga w centralnej części dzielnicy, położona w Nowej Ligocie, biegnąca prawie na całym odcinku w przybliżeniu równoleżnikowo, łącząca bezpośrednio ligocki dworzec kolejowy na stacji Katowice Ligota na wschodzie z terenami panewnickiego kompleksu klasztornego na zachodzie[72]; jest to droga powiatowa klasy drogi lokalnej (L)[73],
- Ulica Kłodnicka – droga we wschodniej części Ligoty, biegnąca w przybliżeniu równoleżnikowo; łączy Nową Ligotę z Brynowem w rejonie Centrum Przesiadkowego Brynów w dzielnicy Piotrowice-Ochojec[72]; jest to droga powiatowa klasy drogi lokalnej (L)[73],
- Ulica Załęska – droga w północnej części Ligoty, łącząca tereny Starej Ligoty z Załęską Hałdą i dalej z Załężem[72]; jest to droga powiatowa klasy drogi lokalnej (L)[73],
- Ciąg ulic: Hetmańska i Rolna – drogi łączące centralną część Starej Ligoty z Brynowem w kierunku wschodnim[72]; są to drogi powiatowe klasy drogi lokalnej (L)[73].

W Ligocie pomiędzy ulicami Zielonogórską a Kolejową położona jest stacja kolejowa Katowice Ligota. Na stacji tej znajduje się dworzec kolejowy (przy skrzyżowaniu ulic Panewnickiej i Franciszkańskiej), semafory świetlne, dodatkowe tory, a także dwa zadaszone perony, do których prowadzi przejście podziemne. Na stacji Katowice Ligota, według rozkładu ważnego w okresie od 11 grudnia 2022 roku do 11 marca 2023 roku, zatrzymywały się pociągi dwóch spółek: Koleje Śląskie i Leo Express.

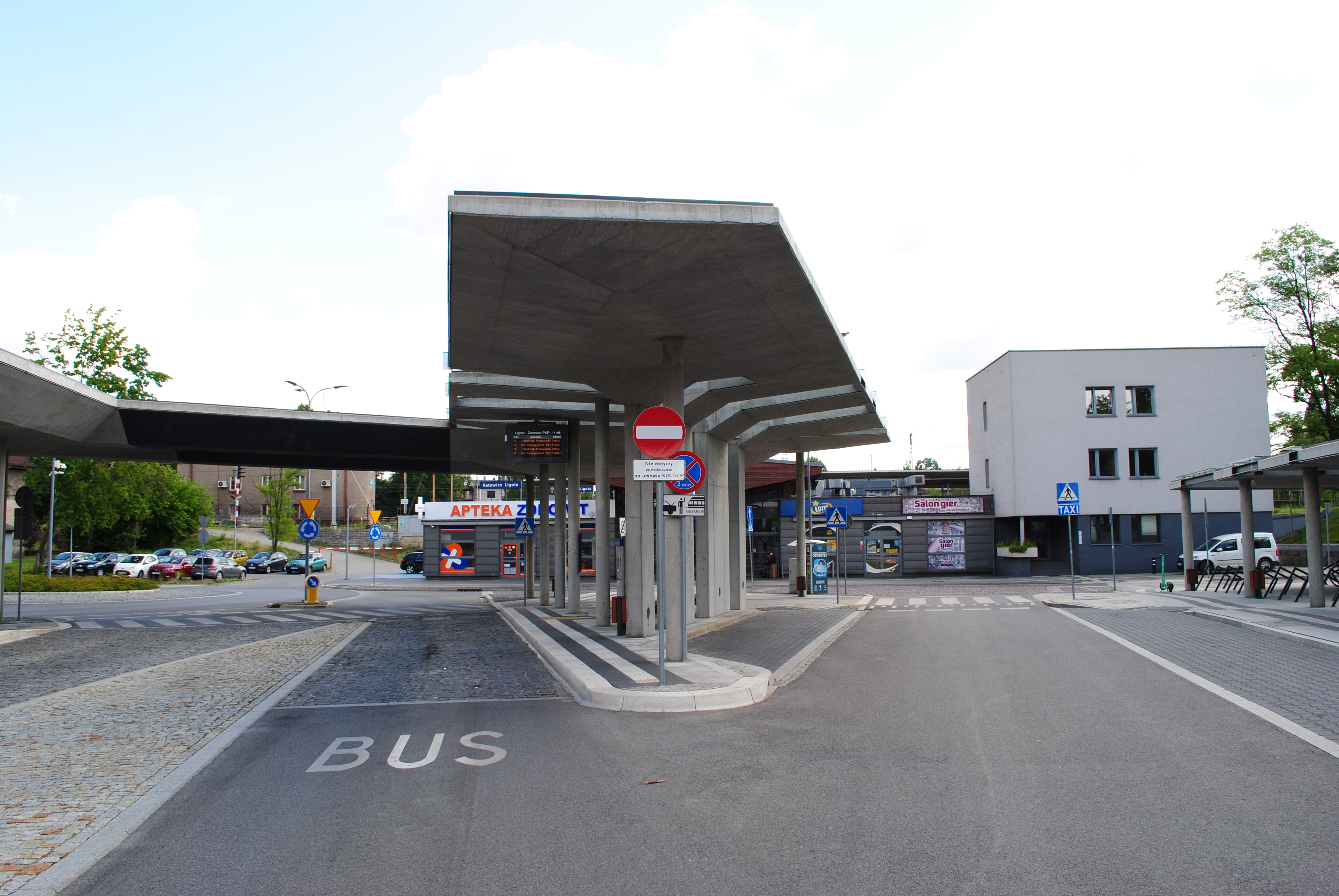
Centrum Przesiadkowe Ligota znajdujące się przed dworcem kolejowym stacji Katowice Ligota

Linię kolejową z Katowic do Ligoty i dalej do Murcek oddano do użytku 1 grudnia 1852 roku. Inwestorem było Towarzystwo Kolei Górnośląskiej, lecz linię wydzierżawiono raciborskiemu Towarzystwu Kolei Wilhelma. W tym samym czasie oddano do użytku bocznicę kolejową z linii kolejowej Kolei Górnośląskiej do powstałej w latach 1845–1848 huty „Ida”. Powstanie w Ligocie stacji kolejowej w znaczący sposób przyczyniło się do urbanizacji osady. 20 grudnia 1858 roku przedłużono z Mikołowa do Ligoty linię kolejową Kolei Wilhelma, prowadzącej z Nędzy przez Rybnik i Orzesze. W ramach rozbudowy sieci kolejowej na początku XX wieku, 1 października 1904 roku otwarto trasę kolejową Ligota – Bielszowice – Gliwice, a 2 listopada 1912 roku odcinek Ligota – Podlesie – Tychy. Powstał także nowy, trzeci wówczas, gmach ligockiego dworca kolejowego, który wzniesiono z konieczności obsługi wzrastającego ruchu pielgrzymkowego do panewnickiego klasztoru oraz rozwijającego się przemysłu w Ligocie. Lata 80. i 90. XX wieku to czas stopniowego ograniczania i zawieszania przewozów osobowych. 25 września 1994 roku zawieszono połączenia pasażerskie na odcinku Katowice Ligota – Katowice Murcki – Tychy, a 1 czerwca 1997 roku na trasie Katowice Ligota – Ruda Kochłowice – Gliwice.
Publiczny transport zbiorowy w granicach Ligoty realizowany jest wyłącznie w formie połączeń autobusowych organizowanych przez Zarząd Transportu Metropolitalnego (ZTM), zaś głównym operatorem linii przebiegających przez teren dzielnicy jest PKM Katowice. Na początku 2023 roku z przystanku Ligota Poleska odjeżdżało 15 linii autobusowych (w tym 2 nocne), z przystanku Ligota Medyków 11 linii (w tym 2 nocne), a z przystanku Stara Ligota Załęska także 11 linii (w tym 2 nocne). Autobusy te zapewniają połączenia zarówno do innych części Katowic, jak i też do innych miast Górnośląsko-Zagłębiowskiej Metropolii, w tym do Chorzowa, Rudy Śląskiej czy Gliwic.
Naprzeciw dworca kolejowego stacji Katowice Ligota, u zbiegu ulic Panewnickiej i Franciszkańskiej, znajduje się Centrum Przesiadkowe Ligota. Jest wyposażone w stanowiska autobusowe, parking dla rowerów i dla 110 samochodów, miejsca dla taksówek, stację rowerów miejskich i punkt Kiss & Ride.

## Architektura i urbanistyka

Przedwojenne familoki przy ulicy Hetmańskiej (po prawej) i ulicy Kredytowej (po lewej) w Starej Ligocie

Pierwotnie zabudowa Ligoty rozwijała się w rejonie dzisiejszej Starej Ligoty (rejon współczesnych ulic: Ligockiej, Załęskiej, Hetmańskiej i Rolnej). W XVIII budownictwo Ligoty miało charakter rozproszony. Mapa Christiana Friedricha von Wrede z 1749 roku wskazuje, iż zabudowa Ligoty w tym czasie dalej koncentrowała się w rejonie Starej Ligoty, zaś na terenach nowej Ligoty rósł wówczas las. Według mapy Pruskiego Sztabu Generalnego z 1827 roku istniały trzy skupiska zabudowy Ligoty, pozostając nadal osadą rozproszoną. Najliczniejsze było w części północnej i obejmowało 13 zagród. Drugie znajdowało się pomiędzy północnym brzegiem Kłodnicy a drogami na linii wschód-zachód, a trzecie w rejonie młyna przy moście przez Kłodnicę. W tym czasie wśród obiektów gospodarczych zaznaczono dwa młyny, wapiennik oraz kamieniołom. Według mapy generalnej księstwa pszczyńskiego z lat 1863–1867 zabudowa Ligoty przekroczyła już linię Kłodnicy, kierując się na południe.
Na przełomie XIX i XX wieku uformowała się zwarta zabudowa o charakterze miejskim w rejonie ulicy Hetmańskiej w Starej Ligocie oraz w rejonie stacji kolejowej. W Starej Ligocie, w otoczeniu szkoły przy ulicy Hetmańskiej, otwartej w 1880 roku, powstały wielorodzinne budynki – familoki. Podobna zabudowa została wzniesiona w rejonie ulic: Ligockiej, Szadoka, Załęskiej, Stromej i Filarowej w Szadoku. Większość z niej z uwagi na szkody górnicze i naturalną wymianę tkanki miejskiej została wyburzona. Powstanie w Ligocie stacji kolejowej w znaczący sposób przyczyniło się do urbanizacji osady. Obok stacji kolejowej powstały domy wypoczynkowe i restauracje w rejonie ulicy Franciszkańskiej, w tym willa dyrektora Ligockiej Fabryki Chemicznej. W efekcie budowy w Panewnikach kompleksu klasztoru i bazyliki franciszkanów w latach 1903–1908 centrum Ligoty zaczęło się przesuwać na południe od Kłodnicy, a granice zabudowy pomiędzy Ligotą a Panewnikami zaczęła się zacierać.
Po północnej stronie ulicy Panewnickiej, w latach międzywojennych Dyrekcja Kolei Państwowych w Katowicach wybudowała osiedle dla swoich pracowników (rejon ulic Emerytalnej i Zgody). Budowę osiedla rozpoczęto na przełomie lat 20. i 30. XX wieku. W Starej Ligocie w latach 30. XX wieku w rejonie ulic Wozaków, Filarowej, Pokładowej i Rębaczy powstało osiedle robotnicze dla górników kopalni „Wujek”.

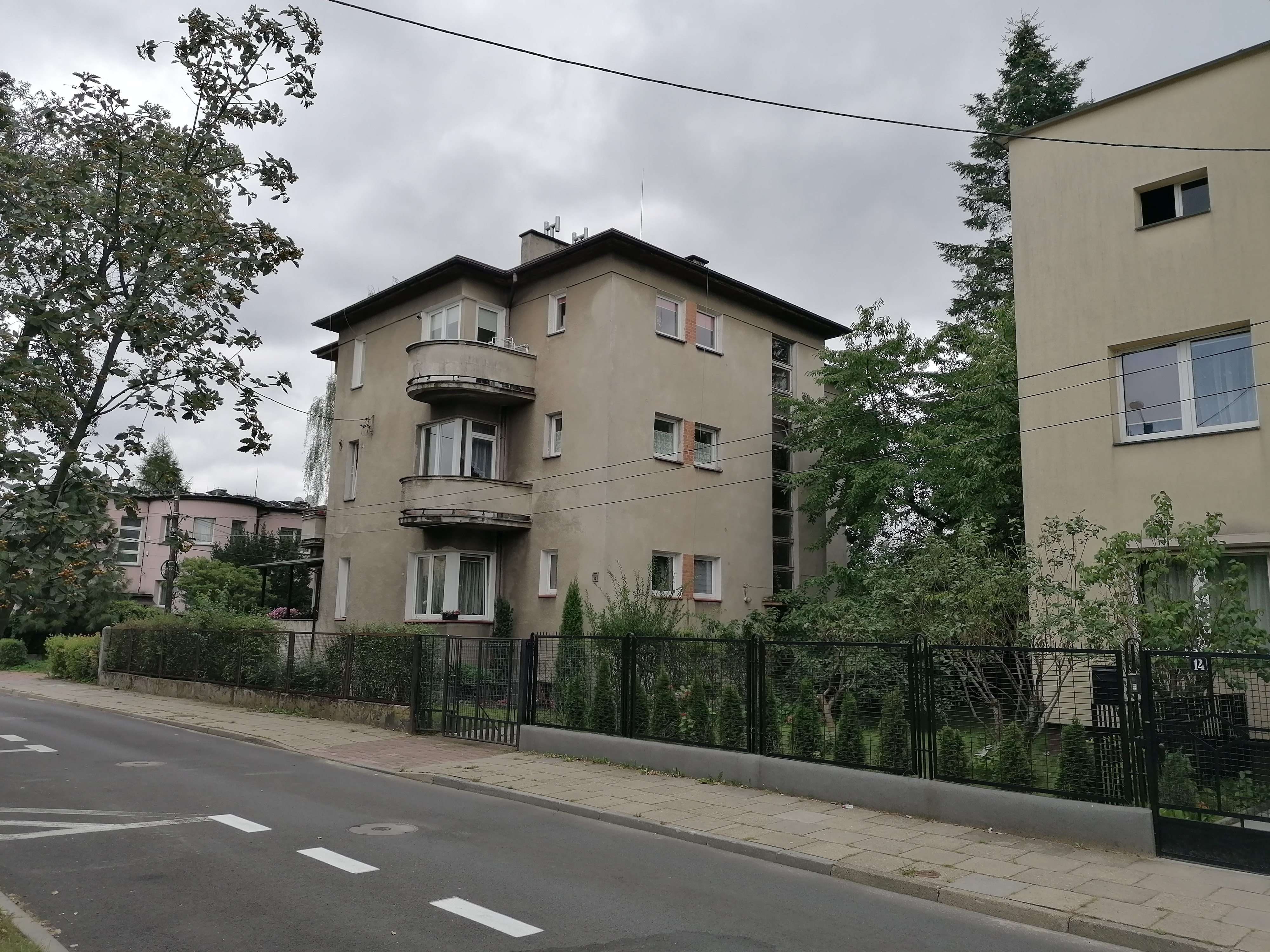
Fragment kolonii urzędniczej w Nowej Ligocie (ul. Kaszubska)

W latach międzywojennych w Nowej Ligocie wzniesiono nowe założenie urbanistyczne. Powstała tutaj kolonia jednorodzinnych domów urzędniczych. Tereny pod budowę kolonii Urząd Wojewódzki zakupił do dyrekcji kopalń księcia pszczyńskiego w 1929 roku. Kolonia budowana od 1936 roku była zaplanowana jaki modelowa dzielnica mieszkaniowa przemysłowego miasta i powstawała według zasad nowoczesnej urbanistyki z zastosowaniem nowoczesnych form architektury. Plan kolonii nawiązywał do idei miasta-ogrodu i otrzymał szachownicowy układ ulic nazwanych od ówczesnych regionów Polski.
W 1941 roku z inicjatywy niemieckiego okupanta w Nowej Ligocie rozpoczęto budowę nowych budynków wielorodzinnych – tzw. „stodół”. Osiedle obejmowało rejony ulic Bronisławy, Warmińskiej i Śląskiej. Składają się na nie dwukondygnacyjne budynki kryte dachem dwuspadowym.
Nasilenie rozwoju architektoniczno-urbanistycznego Ligoty nastąpiło w okresie PRL-u. W latach 50. XX wieku zaczęto zabudowywać tereny ulic Panewnickiej, Piotrowickiej, Kołobrzeskiej i Zielonogórskiej. W I etapie powstały wokół prostokątnych placów czteropiętrowe bloki, wybudowane w latach 50. XX wieku w stylu socrealizmu. Jednym z tych placów jest plac Miast Partnerskich, a swoją nazwę zyskał w 2010 roku. W II etapie wzniesiono pierwsze, eksperymentalne bloki z wielkiej płyty. Powstały w latach 1963–1965 w obrębie ulic Świdnickiej, Koszalińskiej oraz obok ligockiego dworca kolejowego. W tym też okresie powstał też nowy budynek dworca kolejowego, zastępując dotychczasowy. W III etapie rozwoju Nowej Ligoty wzniesiono wieżowce mieszkalne.

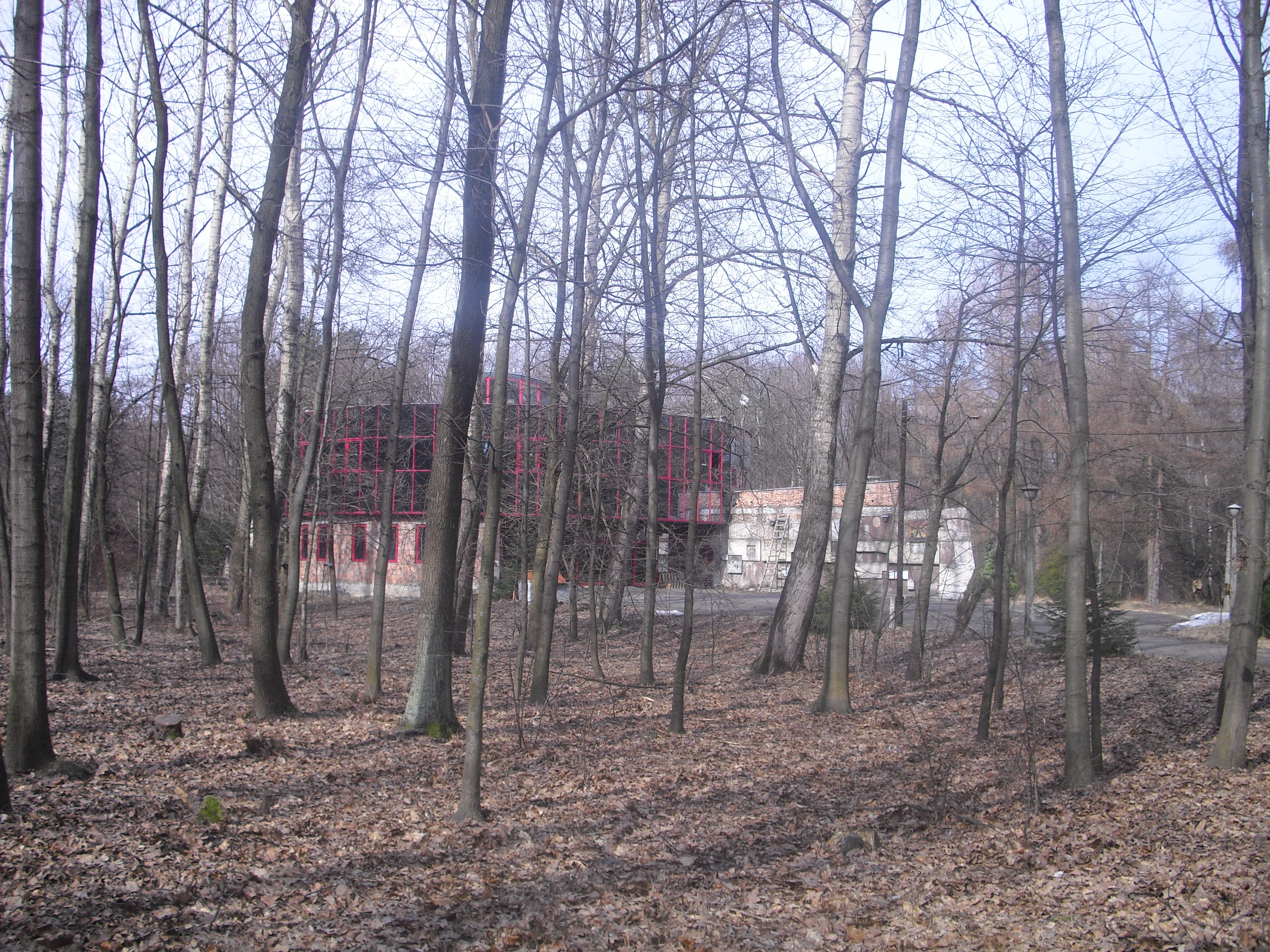
Willa Chruszczowa w 2011 roku

W 1959 roku z okazji planowanej wizyty Nikity Chruszczowa specjalnie dla niego zamówiono u architekta Augustyna Boronia plany nowoczesnej na owe czasy rezydencji, którą następnie wzniesiono w lesie otaczającym Ligotę. Sam Chruszczow nigdy budynku nie widział, gdyż w związku z nieudanym zamachem na niego do jakiego doszło w Sosnowcu zmieniono plany wizyty i dygnitarz nocował gdzie indziej. Od lat 70. XX wieku do 1995 roku mieściła się w nim Klinika Endokrynologii Dziecięcej.
Z uwagi na szkody górnicze część zabudowy Starej Ligoty ulegała powolnej degradacji. W miejscu po wyburzonych domach w latach 60. XX wieku w rejonie ulic Ligockiej i Filarowej wybudowano kilkupiętrowe bloki mieszkalne, a w latach 70. XX wieku wieżowce mieszkalne powstały w rejonie ulicy Ligockiej, a niskie i wysokie bloki w rejonie ulic Wodospady, Grzyśki i Hetmańskiej.
Od połowy lat 90. XX wieku nasilił się proces stopniowej renowacji zabudowy Ligoty – głównie termomodernizacji. Do udanych modernizacji zalicza się m.in. budynek dworca kolejowego na stacji Katowice Ligota, gmach Miejskiego Domu Kultury „Ligota” w Katowicach czy Filii nr 7 Miejskiej Biblioteki Publicznej w Katowicach. Nowe inwestycje to poza pojedynczymi domami jednorodzinnymi głównie budynki handlowo-usługowe w rejonie ulic Ligockiej, Piotrowickiej i Armii Krajowej. Wzniesiono też kilka większych osiedli mieszkaniowych. Na krańcach Starej Ligoty, w rejonie ulic Kijowskiej, Braci Mniejszych i bp. T. Szurmana zostało wybudowane osiedle Franciszkańskie. Budowę osiedla rozpoczęto w 2014 roku. Wzniesiono również osiedle Książęce, które składa się z kilku czterokondygnacyjnych bloków wielorodzinnych.

## Kultura

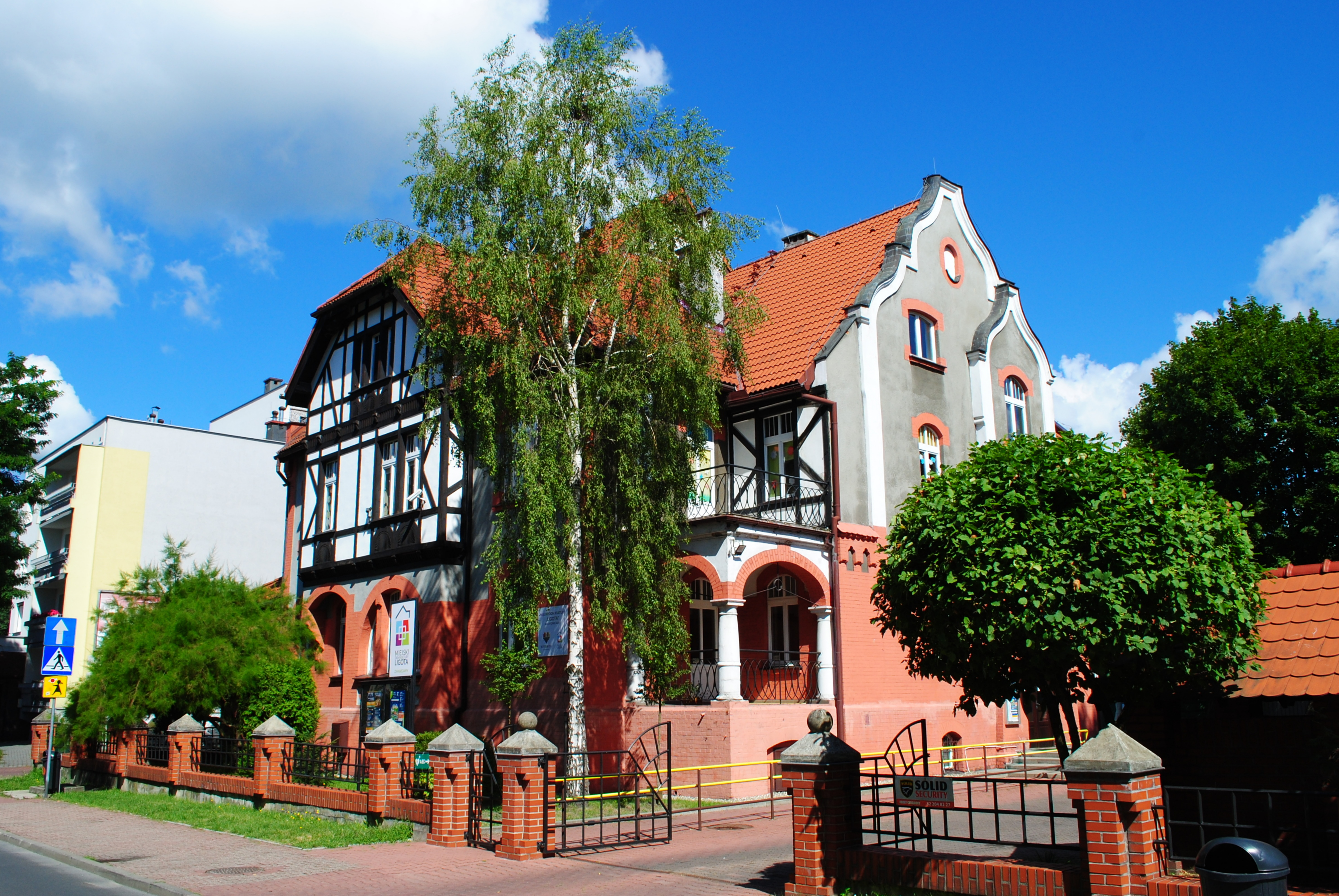
Siedziba Miejskiego Domu Kultury „Ligota” w Katowicach przy ulicy Franciszkańskiej 33

Tradycje zorganizowanej działalności kulturalnej w Ligocie sięgają początków XX wieku. Wówczas to powstał chór „Lutnia”, działający w latach 1910–1954. Początkowo nosił on imię Stanisława Wyspiańskiego, a później im. Piotra Maszyńskiego. W latach międzywojennych w Ligocie działała biblioteka Towarzystwa Czytelni Ludowych. W 1935 roku ligocka filia posiadała 1330 tomów, z których korzystało wówczas 346 czytelników. W budynku przy ulicy Piotrowickiej 90, gdzie dawniej mieściła się restauracja St. Mandeckiego, a potem J. Jesielli, w połowie lat 50. XX wieku (lub w latach 30. XX wieku) rozpoczęło działalność kino „Bajka”. W czasach Polski Ludowej przez krótki czas funkcjonował Zakładowy Dom Kultury przy zakładzie „PEMUG”, który zajmował pomieszczenia po dawnej restauracji Hildebrandt.

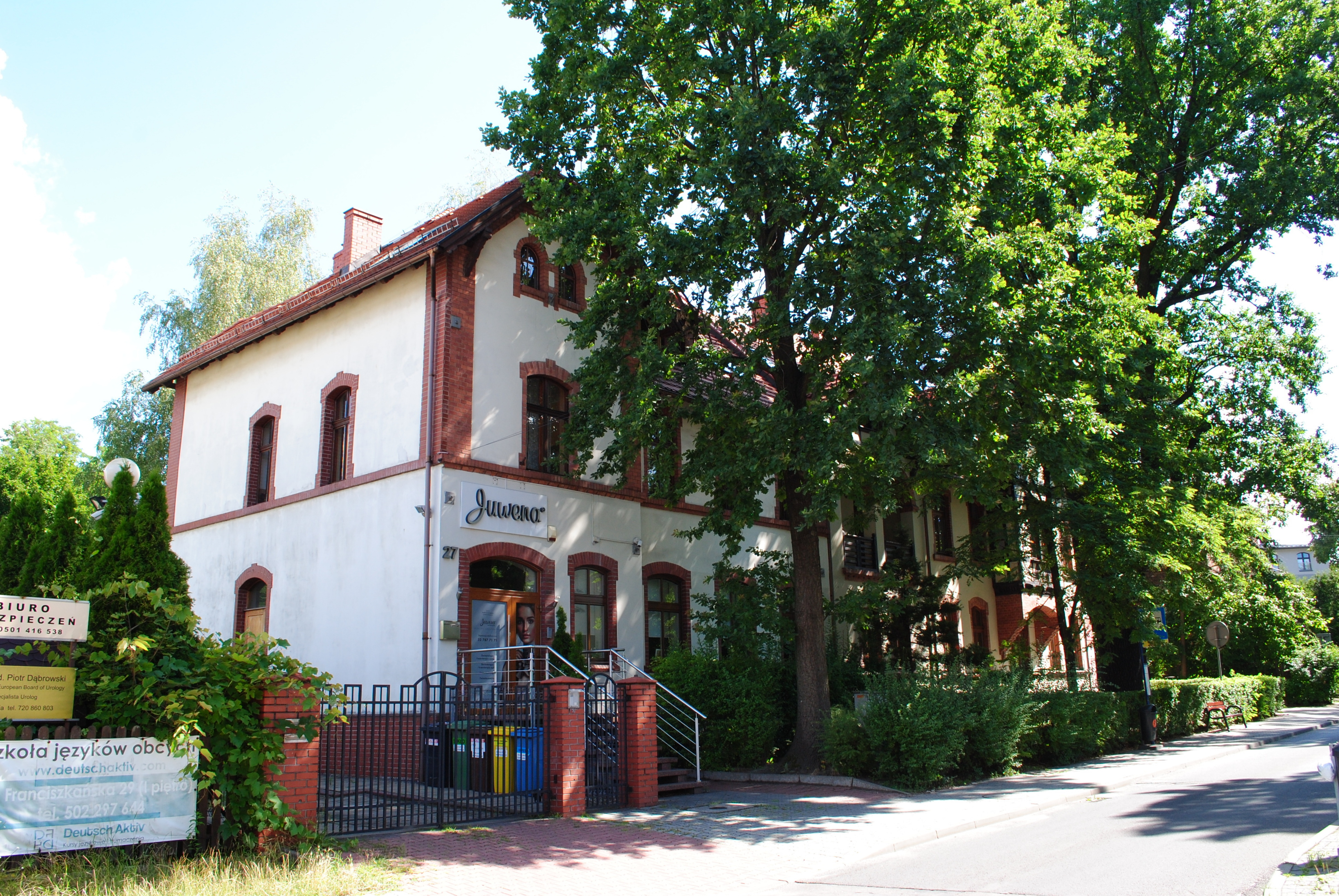
Budynek przy ul. Franciszkańskiej 25/27 – siedziba Filii nr 7 Miejskiej Biblioteki Publicznej w Katowicach oraz Rady Dzielnicy nr 6 Ligota-Panewniki

Historia Miejskiego Domu Kultury „Ligota” sięga 1982 roku. W tym czasie kierująca jednym ze Społecznych Ognisk Muzycznych Elżbieta Jasiok uzyskała budynek na siedzibę ogniska oraz filię Miejskiej Biblioteki Publicznej w Katowicach przy ulicy Franciszkańskiej. Rok później utworzono Miejski Dom Kultury. W latach 1986–1991 działał tam Teatr GuGalander, z którego wywodzą się Kabaret Mumio oraz Teatr Gry i Ludzie. W MDK „Ligota” odbywają się różnego rodzaju zajęcia dla dzieci, dorosłych i seniorów. Spośród zajęć stałych na początku 2023 roku organizowano tutaj m.in.: zajęcia plastyczne dla dzieci, malarskie dla dzieci i młodzieży, nauki gry na instrumentach muzycznych, lekcje śpiewu, zajęcia z ceramiki dla dzieci i dorosłych, zajęcia teatralne dla dzieci i dorosłych czy lekcje zumby. Działa tu też m.in. grupa malarska „Impast” i zespół marżonetek „Akcent”.
Od 1995 roku Miejski Dom Kultury „Ligota” w Katowicach zaczął organizować rokrocznie w maju Święto Kwitnących Głogów – cykliczną imprezę plenerową, na której prezentowano swoje osiągnięcia artystyczne, a także odbywały się parady orkiestr, teatry uliczne i występy estradowe. Wydarzenie to odbywa się przy amfiteatrze w Zadolu.
Na terenie Ligoty funkcjonują, według stanu z połowy 2023 roku, trzy filie Miejskiej Biblioteki Publicznej w Katowicach: Filia nr 5 (ul. Braci Mniejszych 2), Filia nr 7 (ul. Franciszkańska 25) i Filia nr 32 (ul. Grzyśki 19a).

## Oświata i instytucje

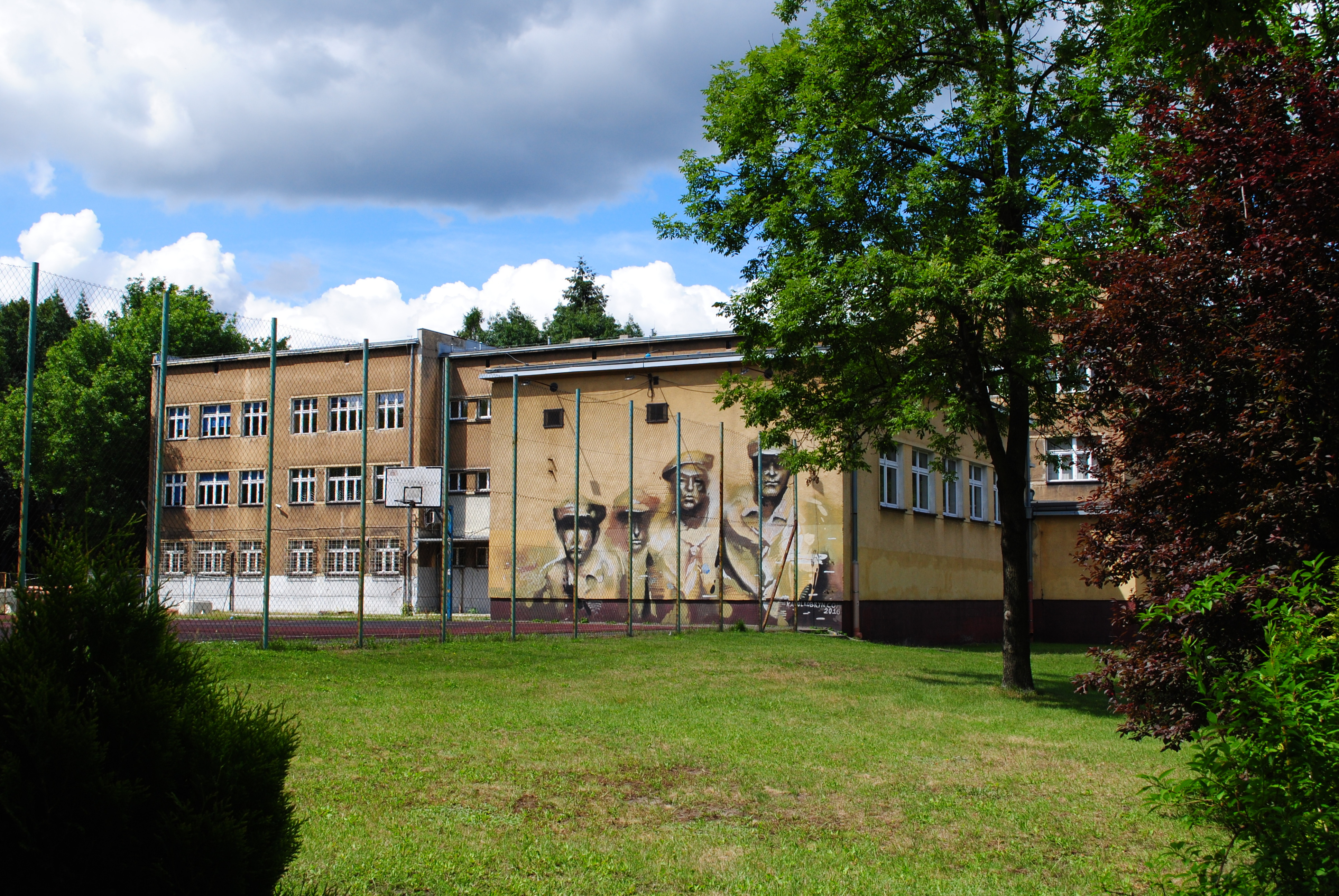
Siedziba VII LO im. Harcerzy Obrońców Katowic w Katowicach (ul. Panewnicka 13)

Pierwotnie uczniowie z Ligoty uczęszczali do szkoły w Mikołowie. Pierwsza zaś wzmianka o placówce przy parafii św. Wojciecha pochodzi z 1575 roku. Z tej szkoły uczniowie Ligoty korzystali zaś w wyjątkowych wypadkach. W 1819 roku w nowym budynku szkolnym rozpoczęła działalność szkoła w Piotrowicach, a w koszt jej wybudowania dołożyły się również gmina Ligota. W 1824 roku do tej placówki uczęszczały 36 z Ligoty. W 1874 roku mieszkańcy Ligoty wystąpili o zezwolenie na budowę własnej szkoły powszechnej. Budowę placówki przy ulicy Hetmańskiej 1 w Starej Ligocie rozpoczęto w 1879 roku i zakończono rok później. Przy tej samej ulicy w latach 1904 i 1912 powstały kolejne budynki szkolne.
W 1938 roku oddano do użytku budynek szkoły przy ulicy Panewnickiej 13. W dniu 26 stycznia 1939 roku rozpoczęła w niej działalność Publiczna Szkoła Powszechna nr 21, przeniesiona z ulicy Hetmańskiej, a w 1959 roku otrzymała numer 7, stając się Szkołą Podstawową i Liceum Ogólnokształcącym. Rozdział szkół nastąpił 1 września 1966 roku i od tego momentu placówka jest siedzibą VII Liceum Ogólnokształcącego im. Harcerzy Obrońców Katowic w Katowicach.
W 1952 roku rozpoczęto budowę gmachu Szkoły Podstawowej nr 34 im. M. Kopernika przy ulicy Zielonogórskiej 3, a naukę w niej zainaugurowano jesienią 1956 roku. W 1959 roku powstała Szkoła Podstawowa nr 35. Była to jedna z Tysiąclatek. Szkoła Podstawowa nr 64 im. Ratowników Górskich w Katowicach przy ulicy Medyków 27 powstała w 1966 roku także jako jedna z „Tysiąclatek”. W wyniku reformy oświaty z 1999 roku część szkół na terenie miejscowości przekształcono w gimnazja. Były to:
- Szkoła Podstawowa nr 35 – Gimnazjum nr 21[120] (w Zespole Szkół Ogólnokształcących nr 21 w Katowicach)[121],
- Szkoła Podstawowa nr 64 – Gimnazjum nr 23[120] (w Zespole Szkół Ogólnokształcących nr 23 w Katowicach)[122].

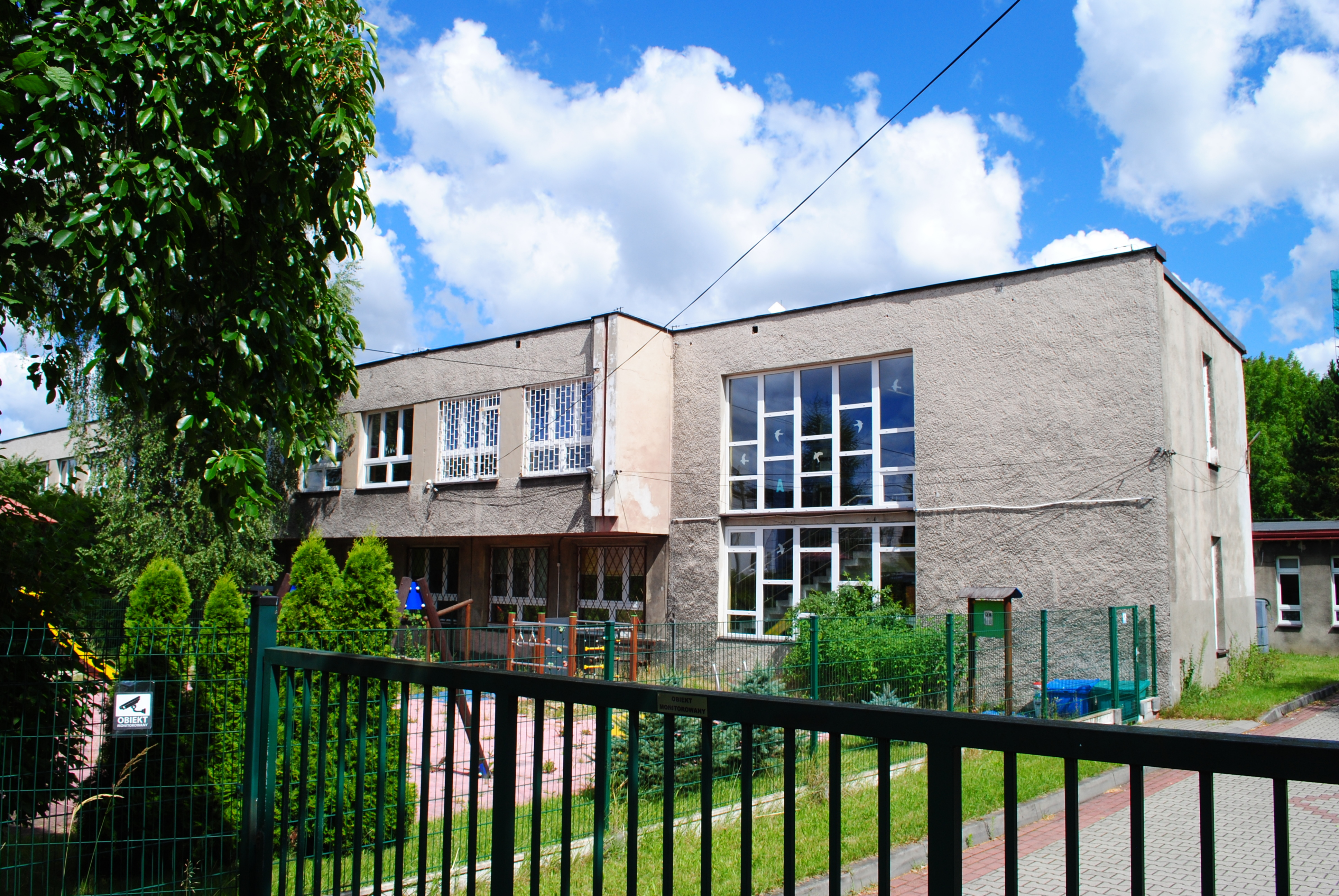
Gmach Szkoły Podstawowej nr 61 im. Polskich Kawalerów Maltańskich Specjalna w Katowicach (ul. Kołobrzeska 8)

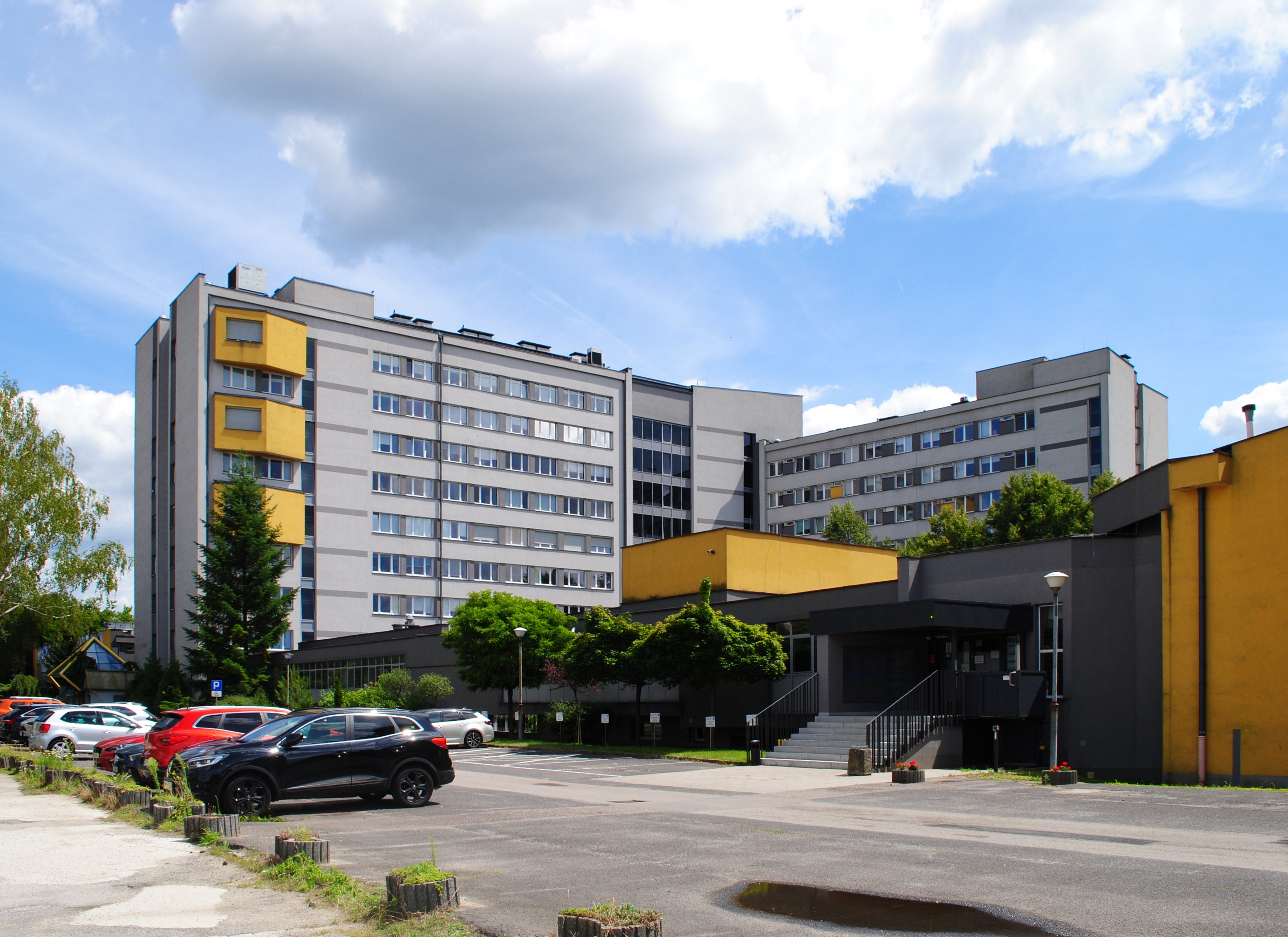
Uniwersyteckie Centrum Kliniczne im. prof. Kornela Gibińskiego Śląskiego Uniwersytetu Medycznego w Katowicach (ul. Medyków 14)

Później zespoły te likwidowano, przekształcając je w samodzielne gimnazja. W 2000 roku Zespół Szkół Ogólnokształcących nr 21 w Katowicach przekształcono w Gimnazjum nr 21 w Katowicach, zaś 3 grudnia 2004 roku szkole nadano imię Adeli Korczyńskiej. W 2004 roku Zespół Szkół Ogólnokształcących nr 23 w Katowicach przekształcono w Gimnazjum nr 23 w Katowicach. W 2019 roku w wyniku kolejnej reformy oświaty Gimnazjum nr 21 im. A. Korczyńskiej w Katowicach przekształcono w Szkołę Podstawową nr 35 z Oddziałami Dwujęzycznymi im. A. Korczyńskiej w Katowicach, zaś wcześniej, bo 1 września 2017 roku Gimnazjum nr 23 Oddziałami Integracyjnymi im. Ratowników Górskich w Katowicach przekształcono w Szkołę Podstawową im. Ratowników Górskich w Katowicach.
W połowie 2023 roku na terenie Ligoty swoją siedzibę miały następujące placówki oświatowe (szkoły podstawowe i wyższe szczeble edukacji):
1. Szkoły podstawowe:
  - Niepubliczna Szkoła Podstawowa „aAcademy” (ul. Zielonogórska 1)[124],
  - Niepubliczna Szkoła Podstawowa „Wesołe Słoneczka” (ul. Hetmańska 7)[125],
  - Szkoła Podstawowa nr 61 im. Polskich Kawalerów Maltańskich Specjalna w Katowicach (ul. Kołobrzeska 8)[126],
2. Szkoły średnie:
  - VII Liceum Ogólnokształcące im. Harcerzy Obrońców Katowic w Katowicach (ul. Panewnicka 13)[127],
3. Zespoły szkół:
  - Zespół Szkolno-Przedszkolny Nr 14 w Katowicach (ul. Zielonogórska 23)[128]:
    - Miejskie Przedszkole nr 15 z Oddziałami Integracyjnymi w Katowicach (ul. Zielonogórska 23)[129],
    - Miejskie Przedszkole nr 76 w Katowicach (ul. Kołobrzeska 20)[130],
    - Miejskie Przedszkole nr 89 w Katowicach (ul. Zadole 26a)[131],
    - Szkoła Podstawowa nr 35 z Oddziałami Dwujęzycznymi im. Adeli Korczyńskiej w Katowicach (ul. Zielonogórska 23)[132],

  - Zespół Szkolno-Przedszkolny Nr 15 w Katowicach (ul. Zielonogórska 3)[133]:
    - Miejskie Przedszkole nr 17 w Katowicach (ul. Zielonogórska 6a)[134],
    - Szkoła Podstawowa nr 34 im. Mikołaja Kopernika w Katowicach (ul. Zielonogórska 3)[135].

Przy ulicy Medyków na pograniczu Ligoty i Panewnik znajduje się kompleks instytucji opieki zdrowotnej: Górnośląskie Centrum Zdrowia Dziecka im. św. Jana Pawła II (jeden z największych szpitali dziecięcych w Polsce, otwarty 29 maja 1999 roku; ul. Medyków 16) oraz Uniwersyteckie Centrum Kliniczne im. prof. Kornela Gibińskiego (funkcjonujący pierwotnie jaki Centralny Szpital Kliniczny od 19 sierpnia 1974 roku; jedna z dwóch placówek; ul. Medyków 14). Są to szpitale Śląskiego Uniwersytetu Medycznego w Katowicach.

## Religia
Największą wspólnotą religijną w Ligocie jest kościół rzymskokatolicki. Pierwotnie rzymskokatoliccy wierni z terenów Ligoty przynależeli do parafii św. Wojciecha w Mikołowie, będącej częścią dekanatu pszczyńskiego od połowy XIV wieku. W 1914 roku franciszkanie z Panewnik przejęli duszpasterstwo w Panewnikach, Ligocie i Piotrowicach, jednak bez tworzenia odrębnej wspólnoty parafialnej, która została powołana 1 września 1933 roku jako kuracja, a 12 lutego 1934 roku jaki pełnoprawna parafia.
Według stanu z połowy 2023 roku na terenie dawnej gminy Ligota żadna parafia rzymskokatolicka nie ma swojej siedziby, a wierni tego wyznania należą do położonych po sąsiedzku parafii: św. Ludwika Króla i Wniebowzięcia Najświętszej Maryi Panny w Panewnikach, św. Rodziny i św. Maksymiliana Kolbego w Brynowie i Matki Bożej Różańcowej w Zadolu.
W Ligocie w tym czasie siedziby miały następujące placówki innych wyznań i obrządków:
- Buddyjski Ośrodek Medytacyjny w Katowicach (ul. Kredytowa 8/10)[143],
- Kościół Ewangelicznych Chrześcijan w Katowicach (ul. Franciszkańska 19/1)[144].

## Sport i rekreacja
Początkiem zorganizowanej działalności sportowej w Ligocie stała się akcja Volks- und Jungendspiele. Rozwijała się ona zwłaszcza od 1910 roku, po tym jak jej protektorem stał się książę pszczyński. W Ligocie akcja ta odegrała pionierską rolę w kształtowaniu się zorganizowanej kultury fizycznej. W programie ligockiego ruchu Turn- und Sportverein były: palant, piąstkówka i tamburyno. Działalność rekreacyjna zaczęła się rozwijać od początku XX wieku, kiedy to nad Kłodnicą w Ligocie zaczęły pojawiać się tzw. ludowe kąpieliska.
Po I wojnie światowej powstały pierwsze polskie organizacje kultury fizycznej na terenie współczesnej dzielnicy. Towarzystwo Gimnastyczne „Sokół” Ligota zostało założone 14 marca 1920 roku z inicjatywy Augustyna Świtały. W 1935 roku liczyło ono 62 członków. W 1924 roku w Ligocie został założony klub sportowy „Ligocianka” Ligota, reaktywowany w 1945 roku. Klub ten dysponował boiskiem przy ulicy Książęcej, a w klubie prowadzono sekcje piłki nożnej (w 1938 roku klub awansował do Ligi Śląskiej), hokeja na lodzie i teatralną. W latach 1922–1939 w Ligocie działało łącznie 8 organizacji sportowych.
BKS Sparta Katowice został założony w 1946 roku jako Tęcza Katowice. Pod swoją obecną nazwą działa od 1956 roku. Działał on początkowo przy Wojewódzkim Zrzeszeniu Sportowym. W klubie prowadzono sekcje: akrobatyki sportowej, gimnastyki sportowej, koszykówki, piłki nożnej, piłki ręcznej, podnoszenia ciężarów siatkówki i skoków do wody. Siedziba klubu znajduje się przy ulicy St. Żeromskiego 4.
W latach 1959–1964 działał Klub Sportowy „Budowlani” Ligota (w tacha 1956–1958 jako KS „Elektrobudowa”), uważany za jednego ze spadkobierców Ligocianki Ligota. W 1964 roku nastąpiła fuzja klubu ze Spartą Katowice. W Budowlanych Ligota działały sekcje: piłki nożnej, podnoszenia ciężarów i siatkówki mężczyzn.